# 钱江新城

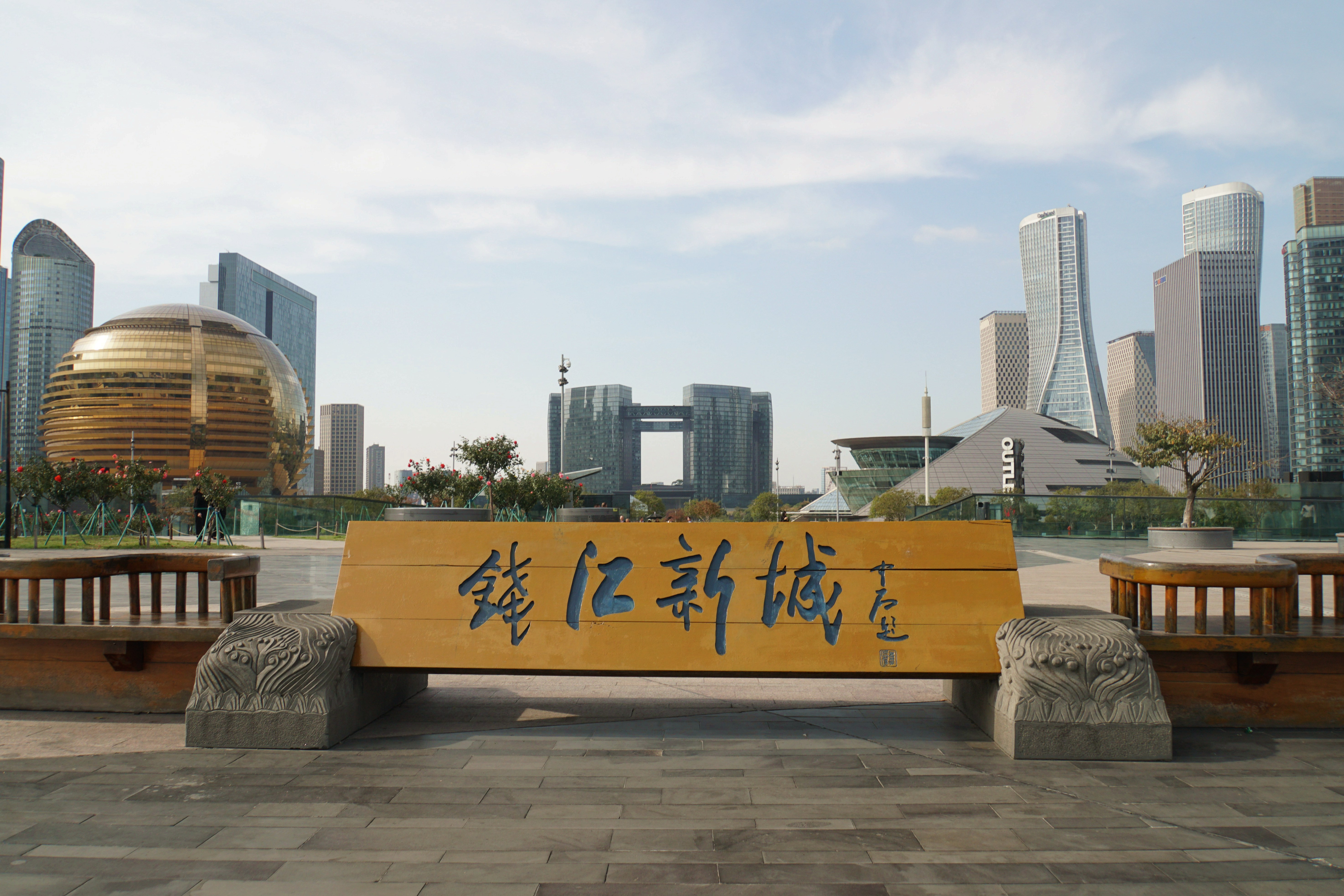
钱江新城

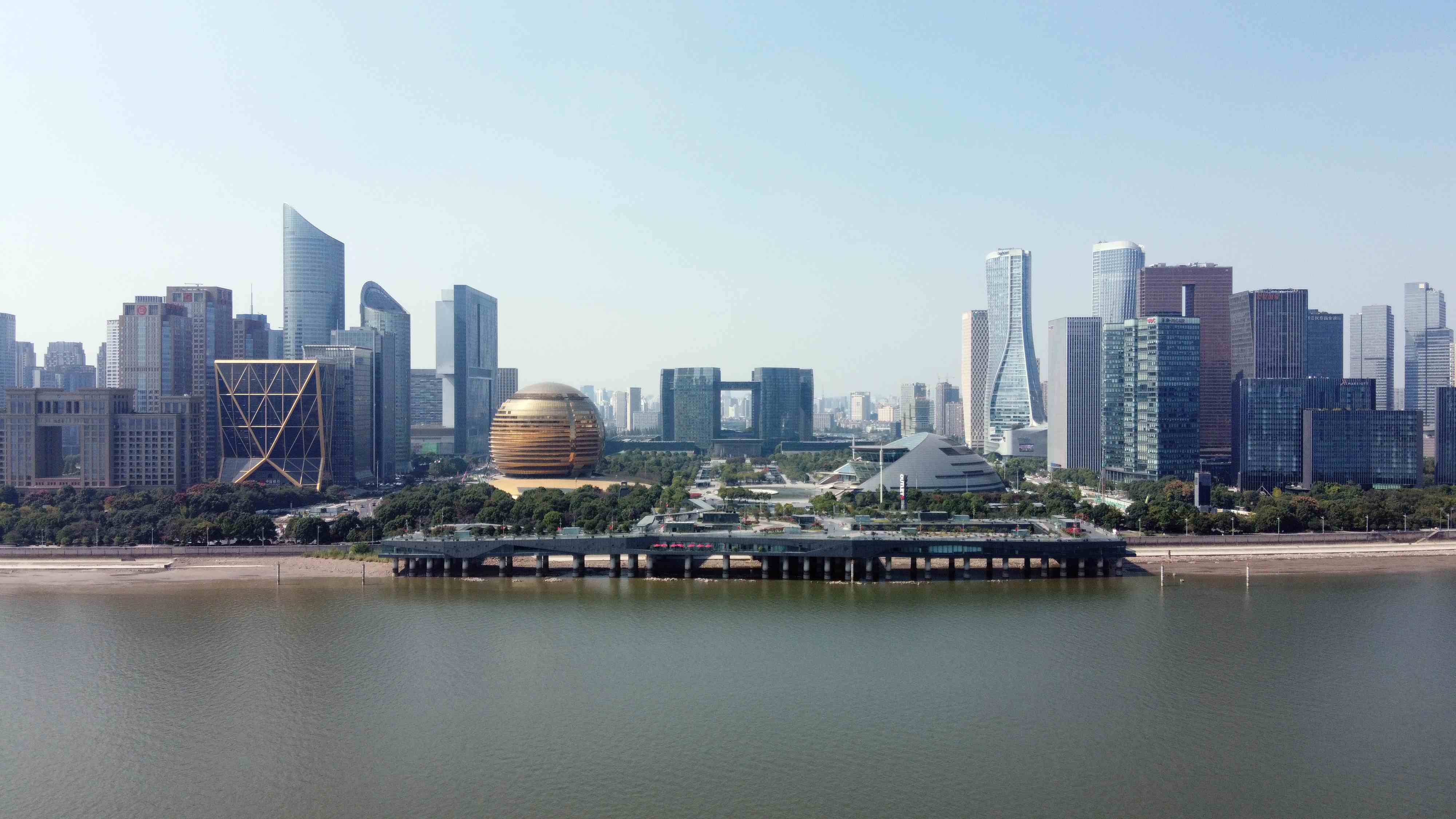
从钱塘江上观看钱江新城

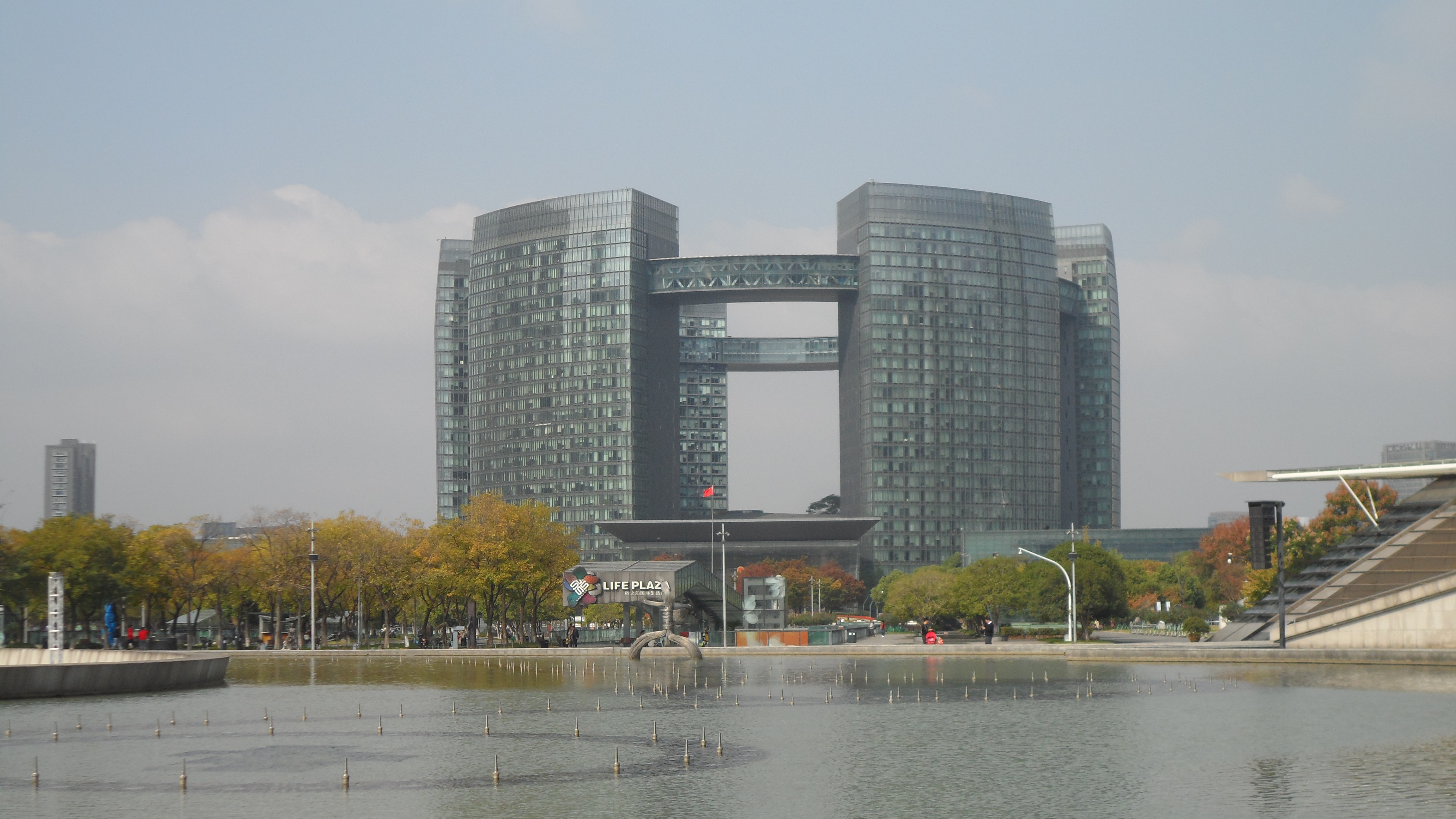
市民中心大楼

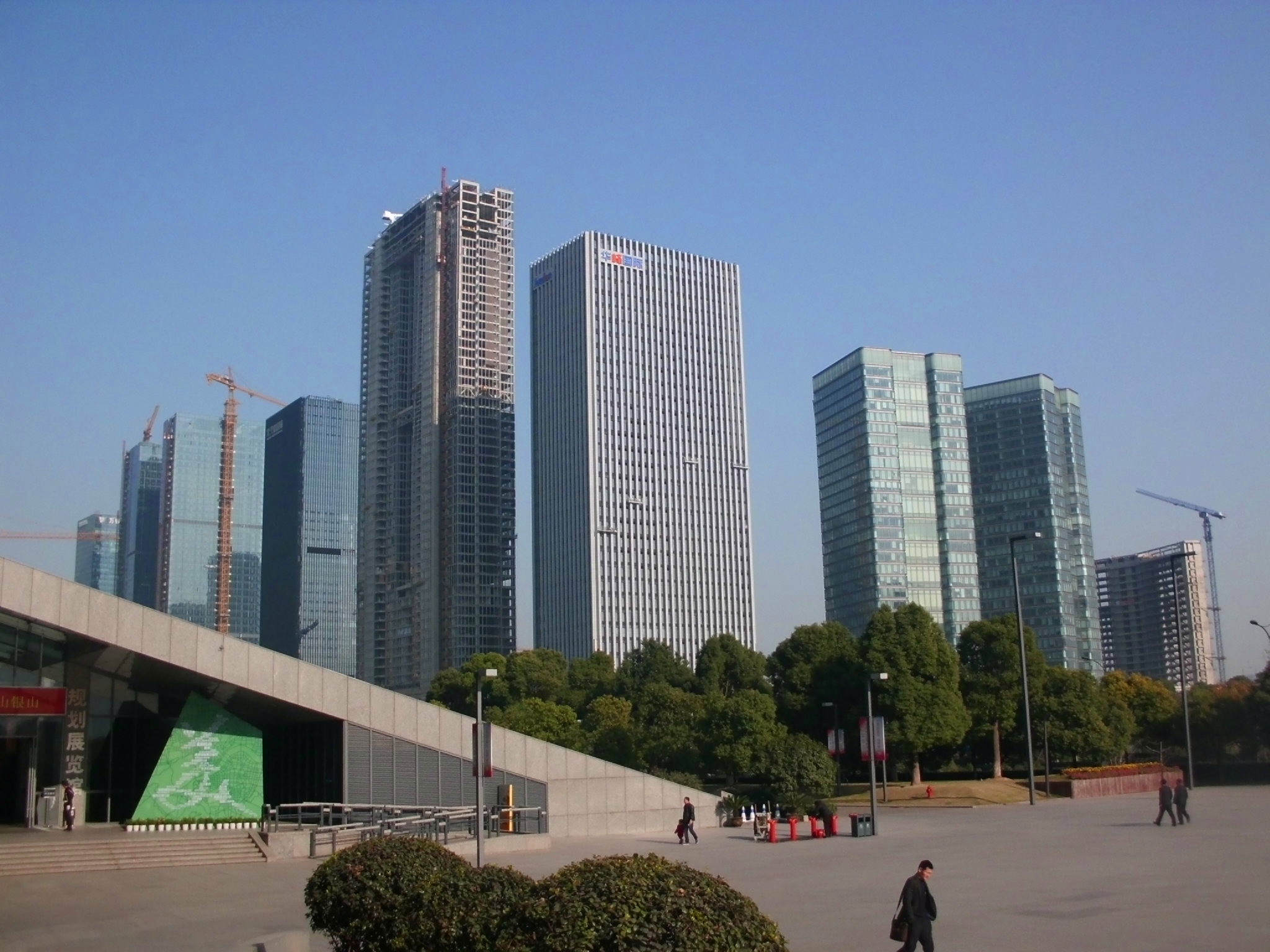
新城大楼

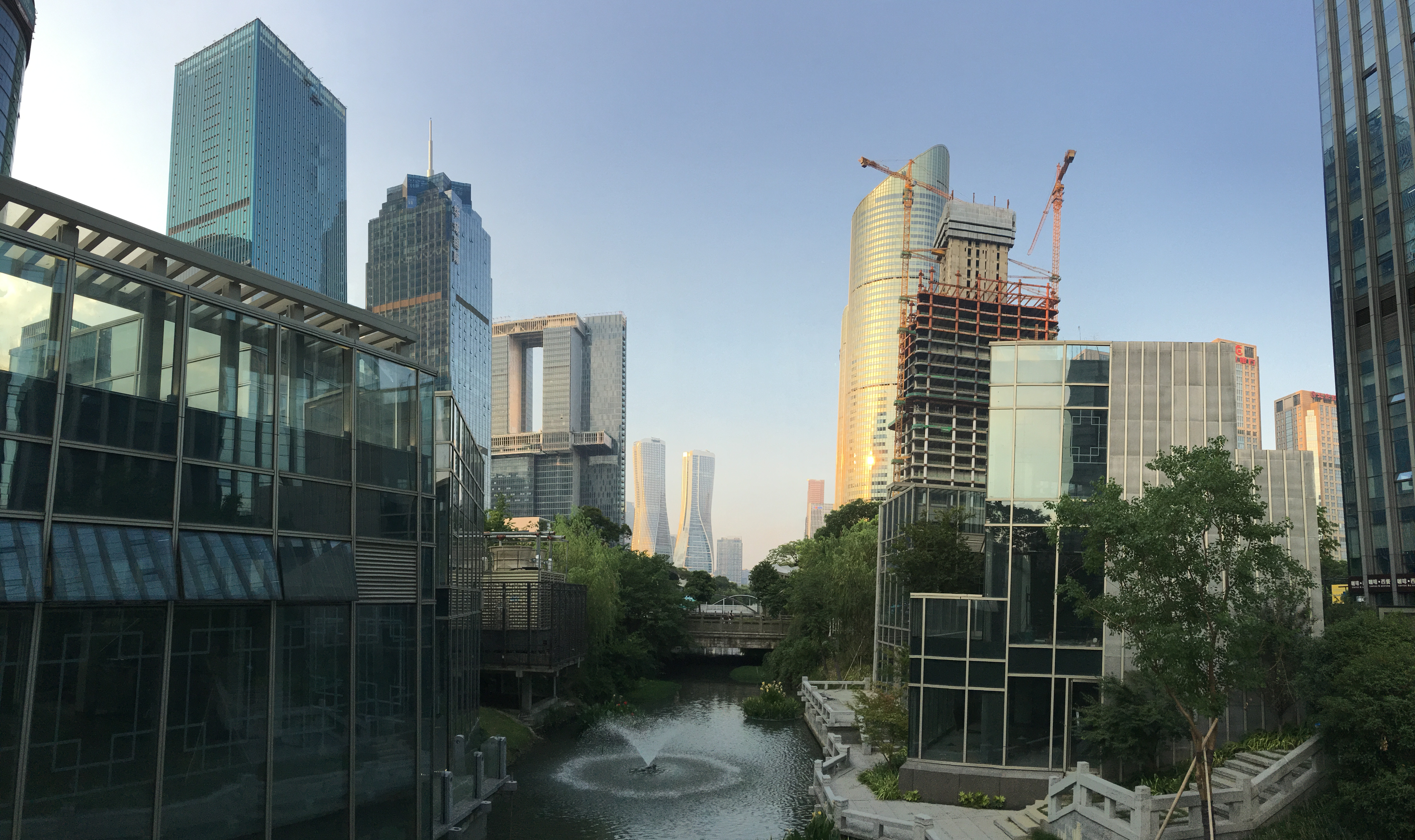
钱江新城森林公园

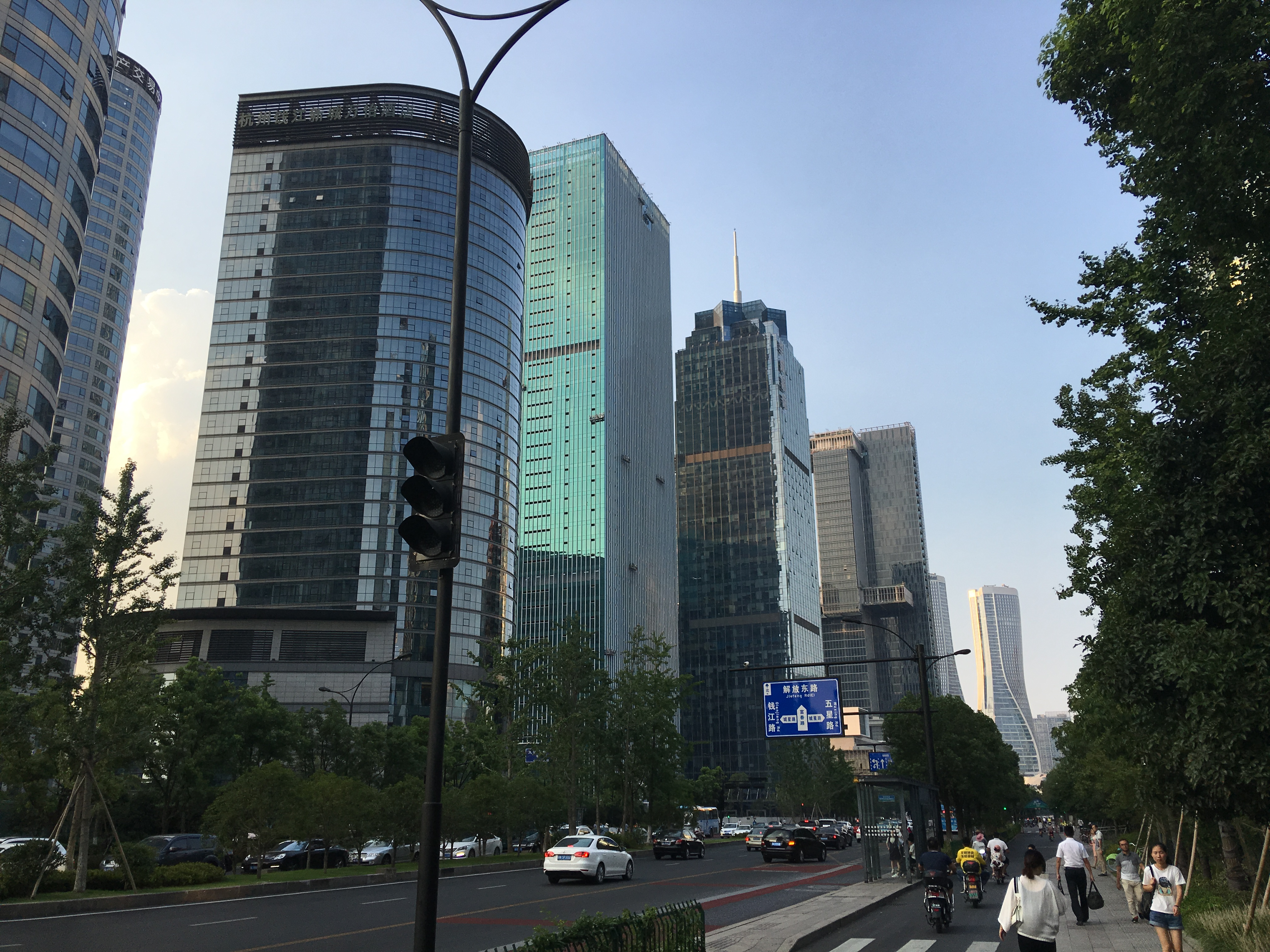
富春路上

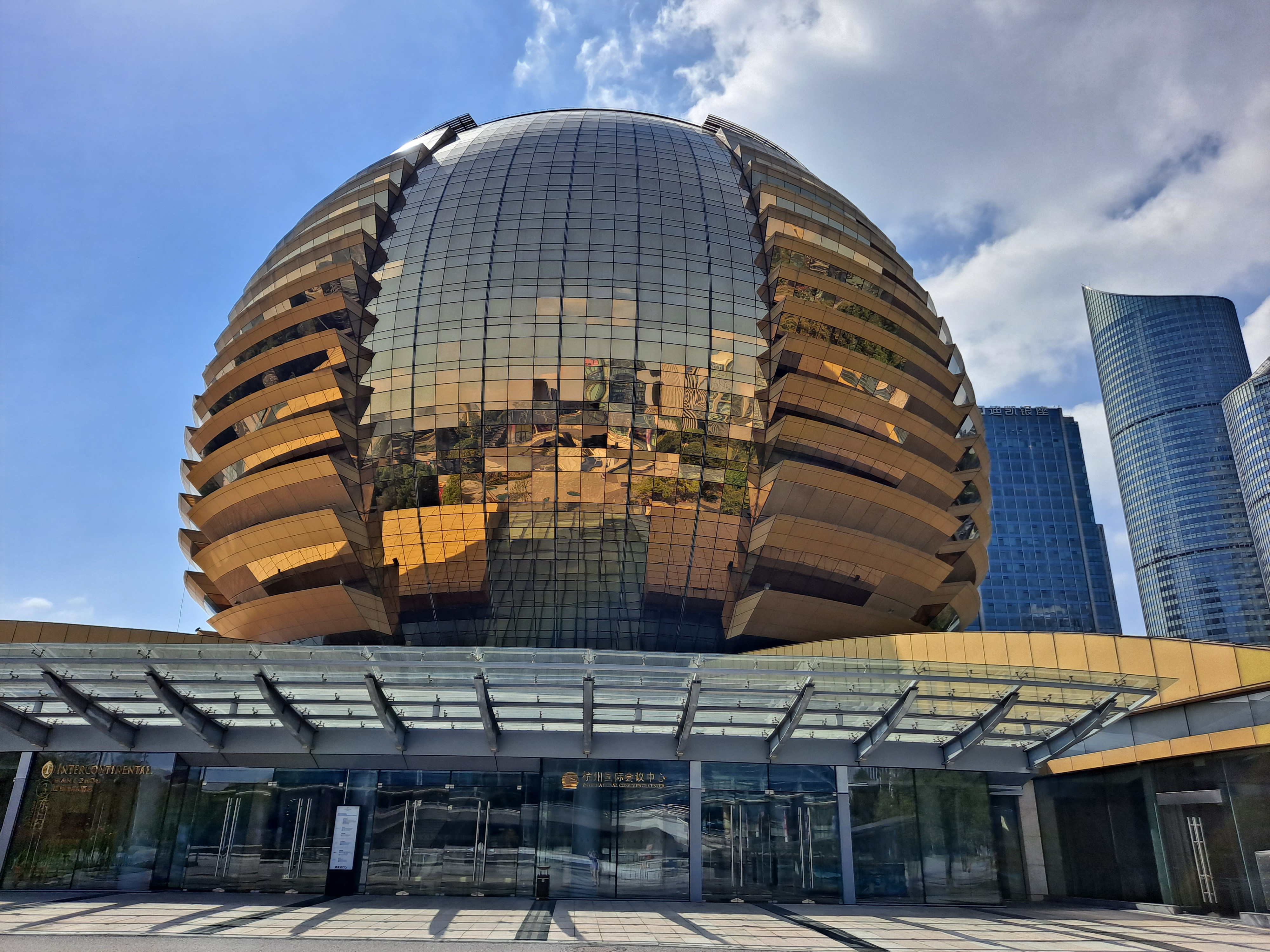
杭州国际会议中心

钱江新城是杭州市的中央商务区，定位为杭州政治、经济、文化新中心，位于杭州市上城区的东南部，钱塘江西北岸，距西湖风景区约4.5公里，距萧山国际机场约18公里。
钱江新城核心区4.02km²，总面积（规划范围）21km²。核心区范围为东靠钱塘江，西、南以秋石高架路为界（接西兴大桥跨江），北至庆春东路（接庆春隧道跨江），已于2008年建成开放；核心区东北依次为江河汇、钱江新城二期两个区块，二期部分区域仍处建设中，主攻高端金融和高端商务功能，范围东达七堡和睦港。
在钱江新城核心区，发展主轴线以市民中心（行政中心，市政府坐落于此）为中点，南侧依次为市民广场（文化中心，杭州大剧院、杭州国际会议中心坐落广场东西两侧，构成“日月同辉”的景观）与城市阳台（开放性休闲活动中心之一）；北侧还有市民公园另一休闲中心。此外，核心区内有观音塘、采荷两大居住社区。

## 历史

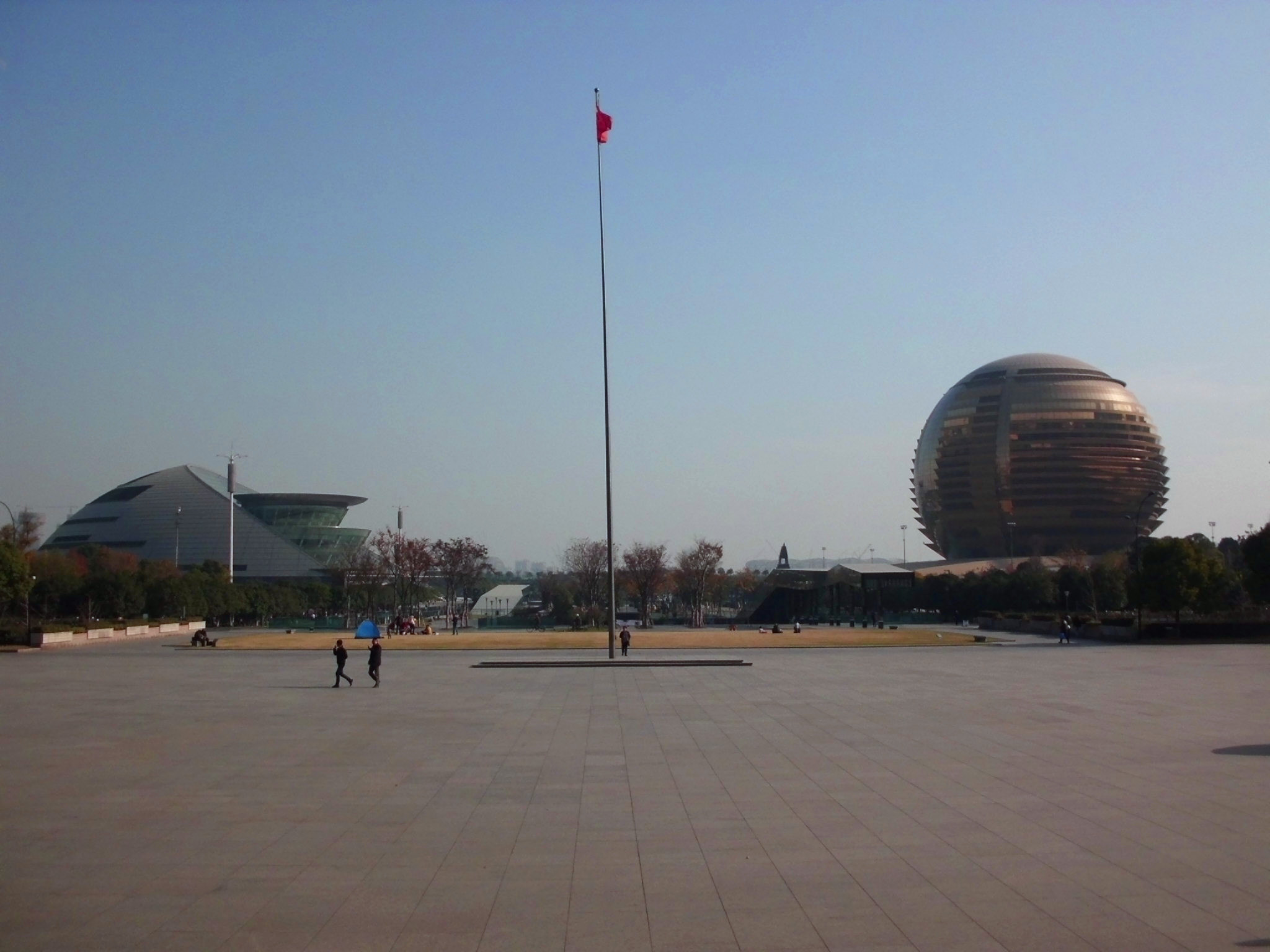
从市民中心看大剧院与会议中心

### 规划
2000年代初，当时的杭州市领导仇保兴等认识到随着经济的发展以及交通设施的建设，仅依靠西湖发展的杭州城市竞争力很有可能被上海及宁波削弱，因此杭州未来需要依靠钱塘江发展。为此当时的杭州领导层于2000年聘请了哈佛大学设计学院在对西湖申遗进行协助的项目中对钱塘江两岸进行初步规划，并对钱塘江两岸既有建筑及土地实施拆违工程及控制开发:138。
当时钱江新城的规划地块的一部分早于1992年被规划于建设望江门火电厂并且已经开始地基工程，杭州市政府认为继续建设热电厂对新城前景不利，因此当时仇保兴说服了当时国家计委委员曾培炎要求暂缓工程并对工地地盘实施断水断电，随后开始进行赔偿及迁址谈判。后因无法找到迁建土地决定终止热电厂项目，2001年3月15日杭州市政府联合各相关单位召开热电厂停建后的善后事宜，商定因停建造成的一切损失由杭州市政府负责。杭州市政府最终因此支付了4亿元人民币的赔偿款。
2000年杭州市政府又委托了上海城市设计规划研究院和杭州城市规划研究院编制了钱江新城核心的城市设计:138。

### 建设历程
- 2001年7月1日，杭州大剧院动土兴建，标志着新城的建设正式启动。[9]
- 2003年7月1日，市民中心开工建设。
- 2004年11月25日，城市阳台开工建设。
- 2005年1月22日，杭州国际会议中心举行奠基仪式。
- 2006年底，杭州电信大厦启用。
- 2007年，杭州地铁4号线一期城星路站、市民中心站、江锦路站以“钱江新城地下空间连接工程”为名义开工。
- 2008年9月30日，市民广场、波浪文化城，城市阳台、CBD公园、杭州图书馆新馆、杭州城市规划展览馆、新城隧道、钱江隧道、杭州大剧院、中国棋院杭州分院、世纪花园、森林公园、市民中心、国际会议中心、杭州青少年发展中心、江干文体中心及区域内40条道路正式开放。
- 2009年10月，市民之家正式开放。
- 2010年4月，杭州万象城开业。
- 2010年12月28日，杭州洲际酒店开业。
- 2011年6月，砂之船国际生活广场开业。
- 2011年11月15日，浙江财富金融中心竣工。
- 2011年12月，钱江国际时代广场启用。
- 2014年3月29日，位于钱江国际时代广场的杭州钱江新城万怡酒店开业。
- 2015年2月2日，贯穿钱江新城的杭州地铁4号线开通。
- 2015年10月，杭州大剧院正前方水池中的音乐喷泉建成并投入使用。
- 2016年2月，“城水光影”灯光秀开始表演。[10]
- 2016年8月13日，杭州钱江新城万豪酒店开业。[11]
- 2016年9月28日，作为万象城二期的杭州柏悦酒店开业，成为浙江省最高的酒店建筑。
- 2016年10月1日，杭州市人民政府驻地正式由拱墅区环城北路318号搬迁至市民中心（邮编：310026）[12]。
- 2017年4月27日，杭州来福士城开业。
- 2017年5月，平安金融中心竣工。
- 2019年，杭州高德置地广场开业。
- 2021年12月，中国人寿大厦完工。
- 2023年5月31日，杭州国寿君澜大饭店开业。
- 2024年5月，市民公园开工建设。

## 主要建筑
- 杭州市民中心
  - 市民中心A
  - 市民中心B
  - 市民中心C
  - 市民中心D
  - 市民中心E

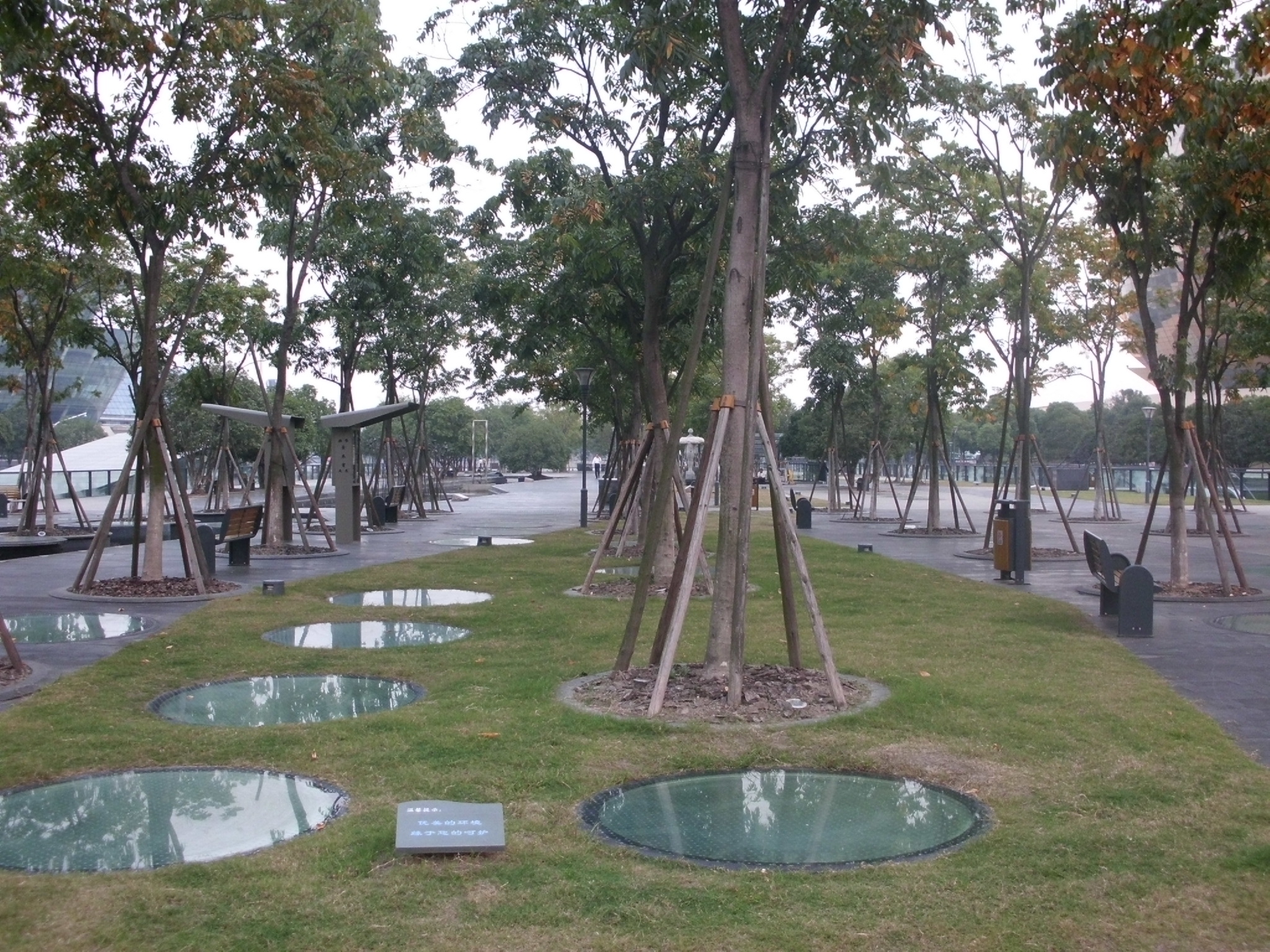
市民广场公园景色

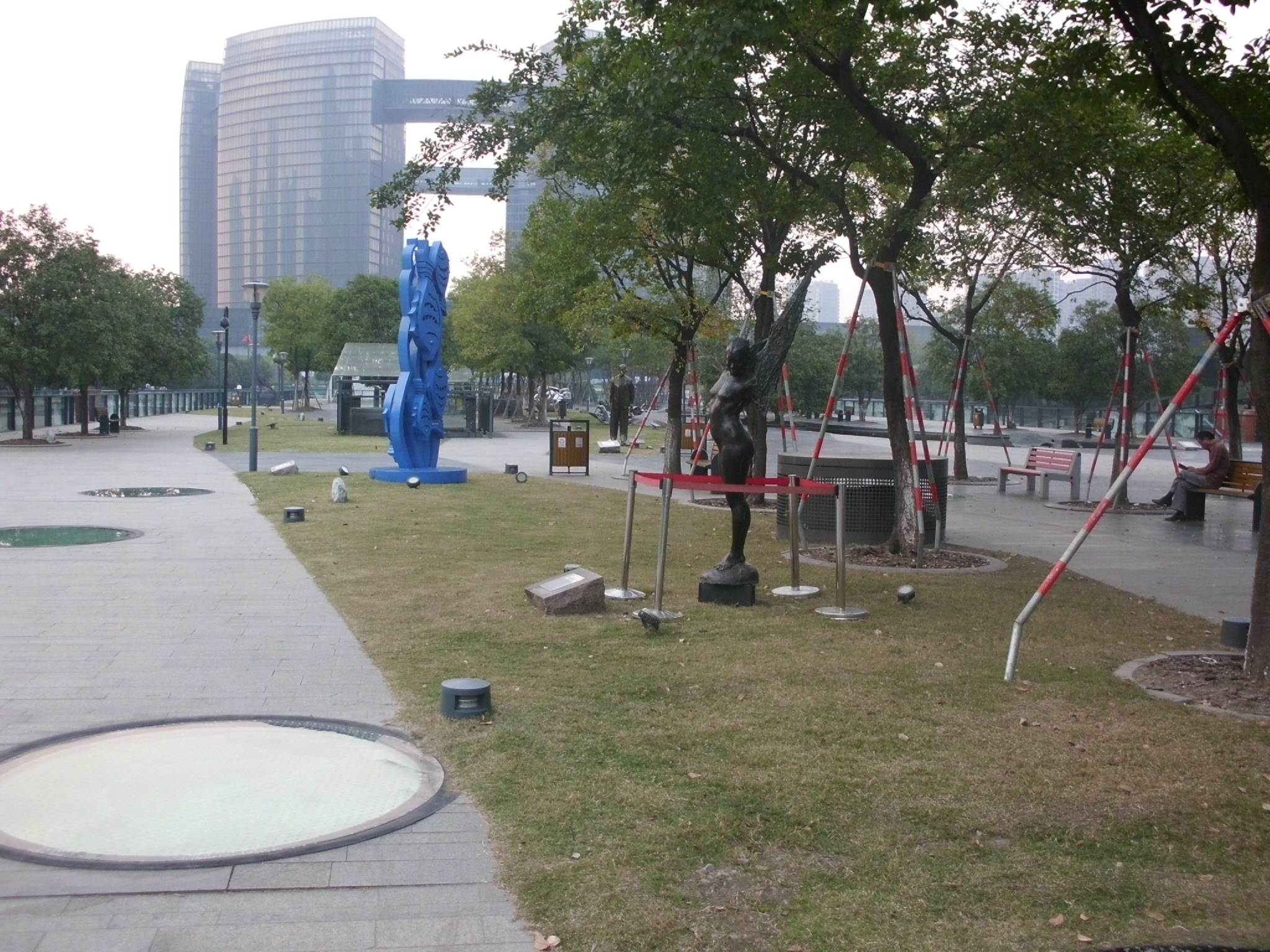
市民公园毗邻市民中心

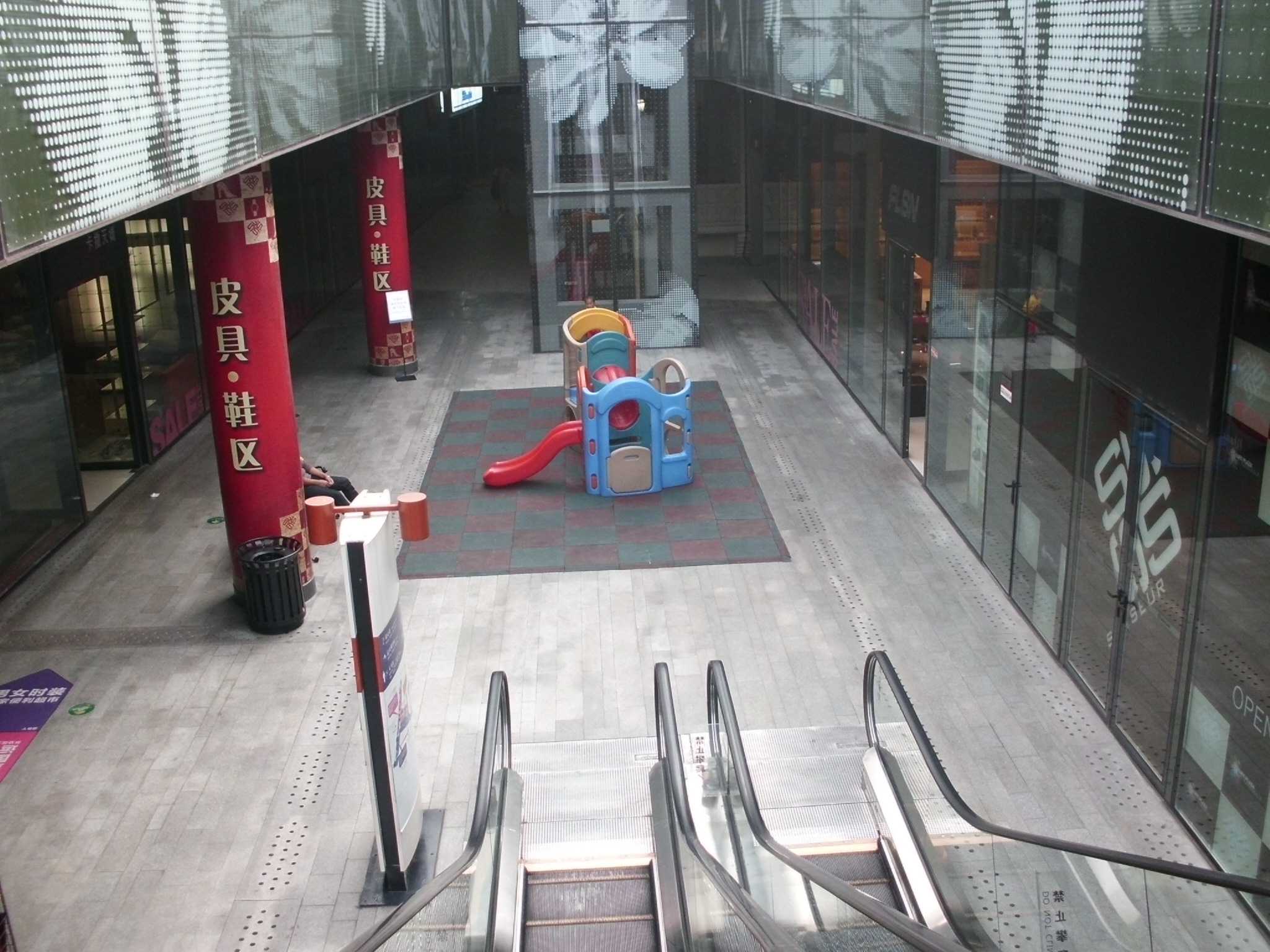
砂之船国际生活广场位于公园下面，有许多商业店铺

  - 市民中心F（A - F六座楼的高度都为109.60米[13]）
  - 市民之家
  - 行政服务中心
  - 杭州图书馆
  - 杭州市青少年发展中心
  - 杭州市城市规划展览馆
- 杭州大剧院
- 杭州国际会议中心
- 市民公园
- 城市阳台
- 森林公园
- 波浪文化城

### 商业大厦

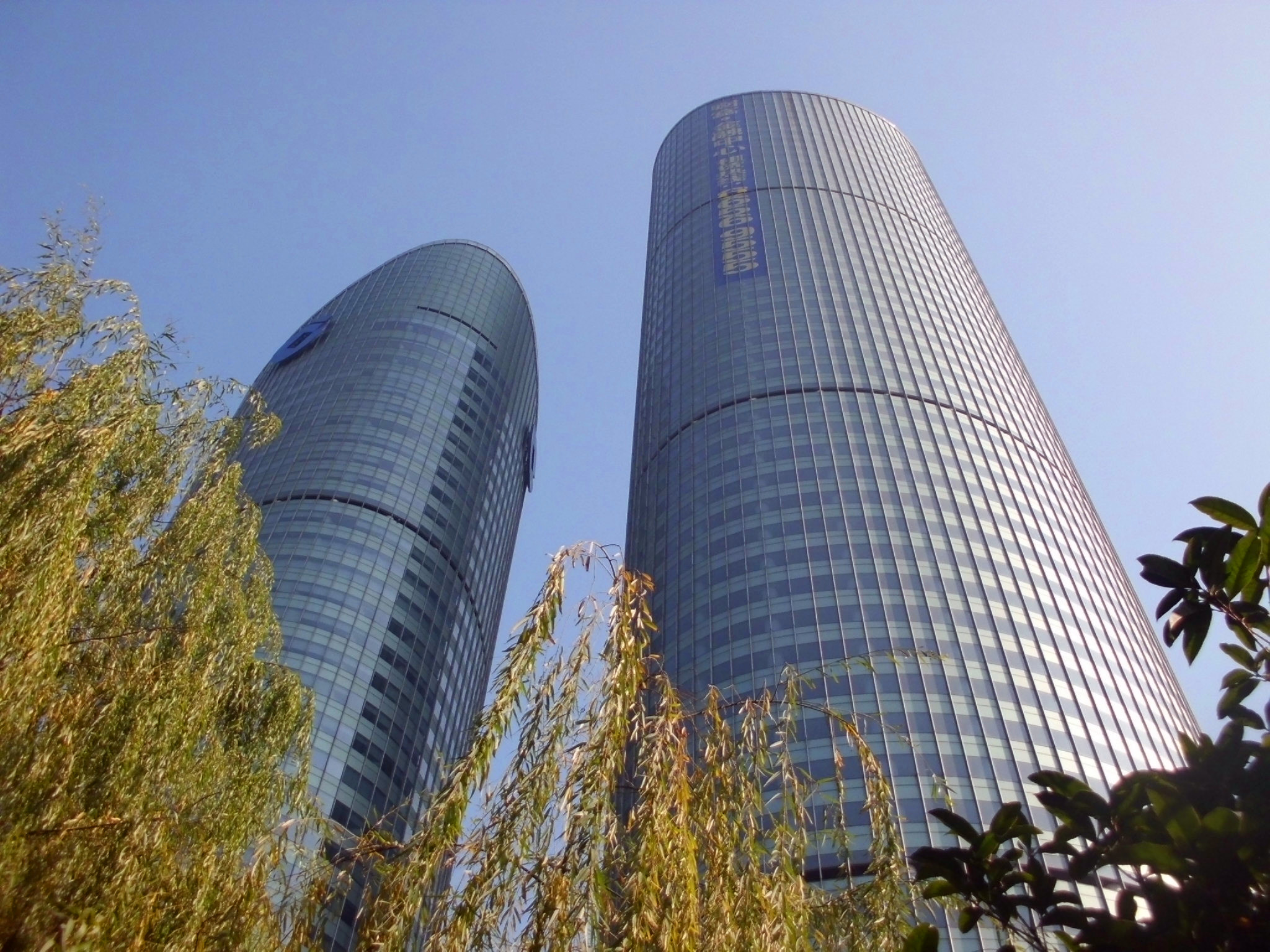
浙江财富金融中心

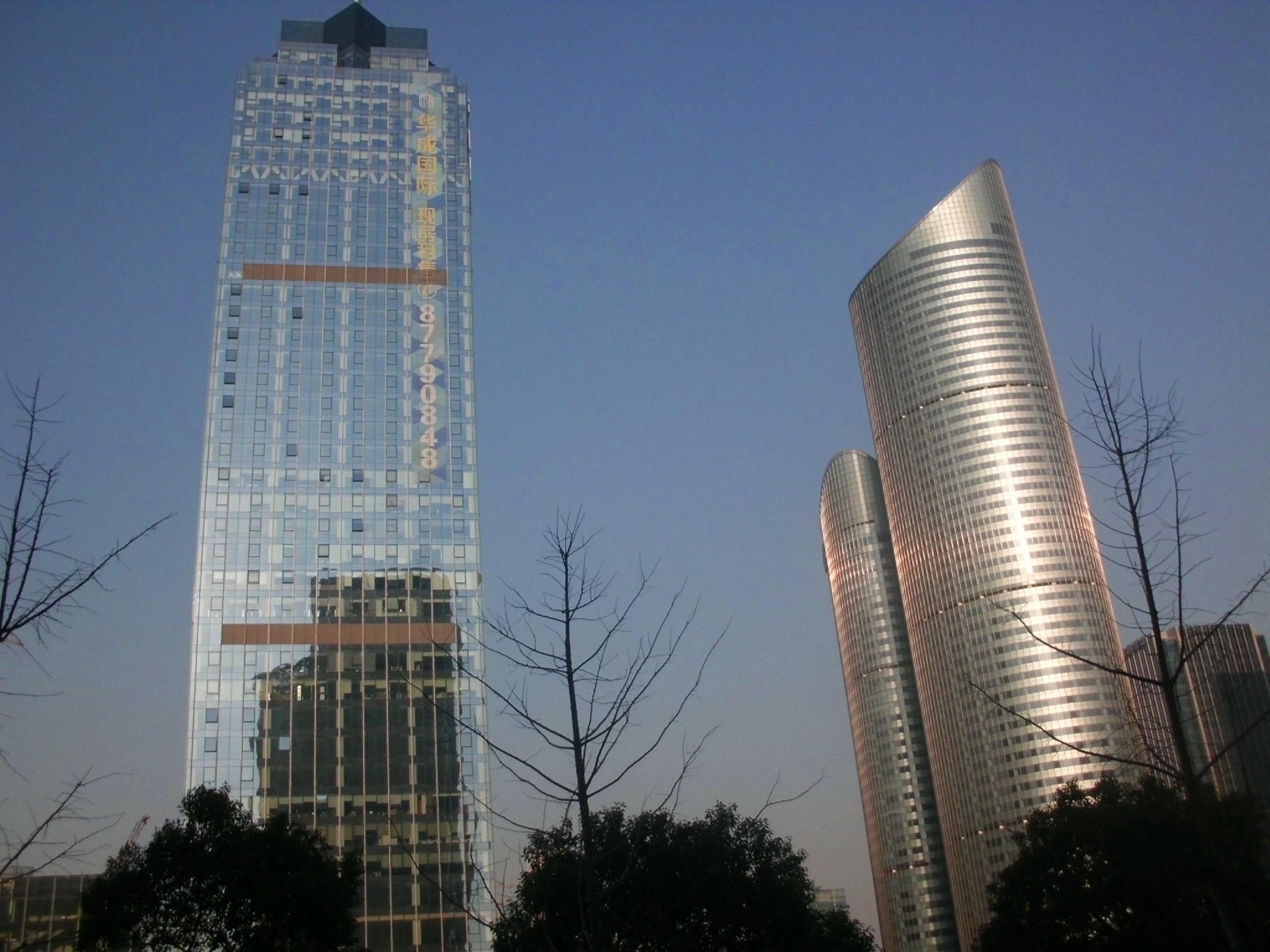
华成国际大厦与浙江财富金融中心

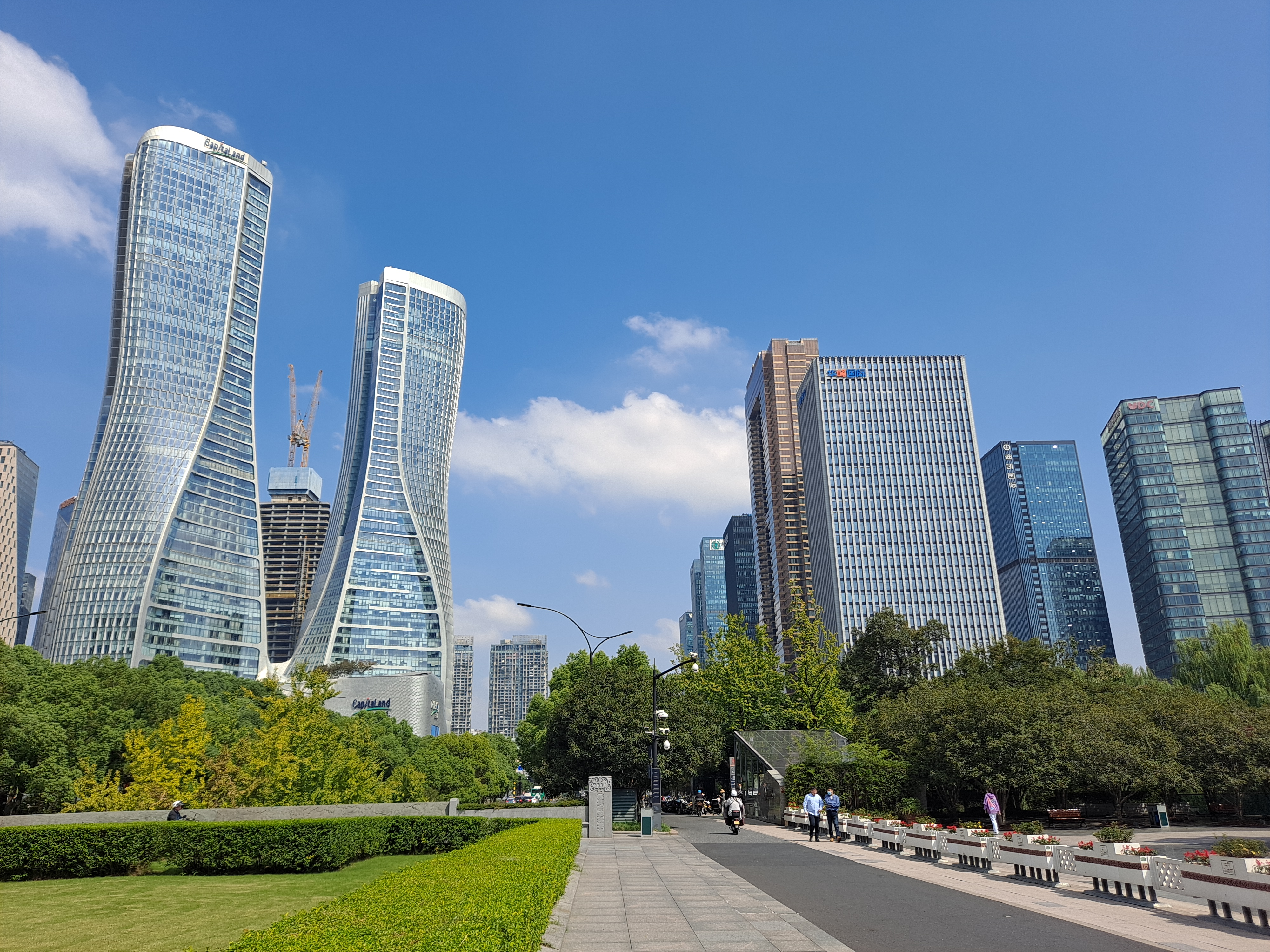
杭州来福士（左）与华峰国际（右）

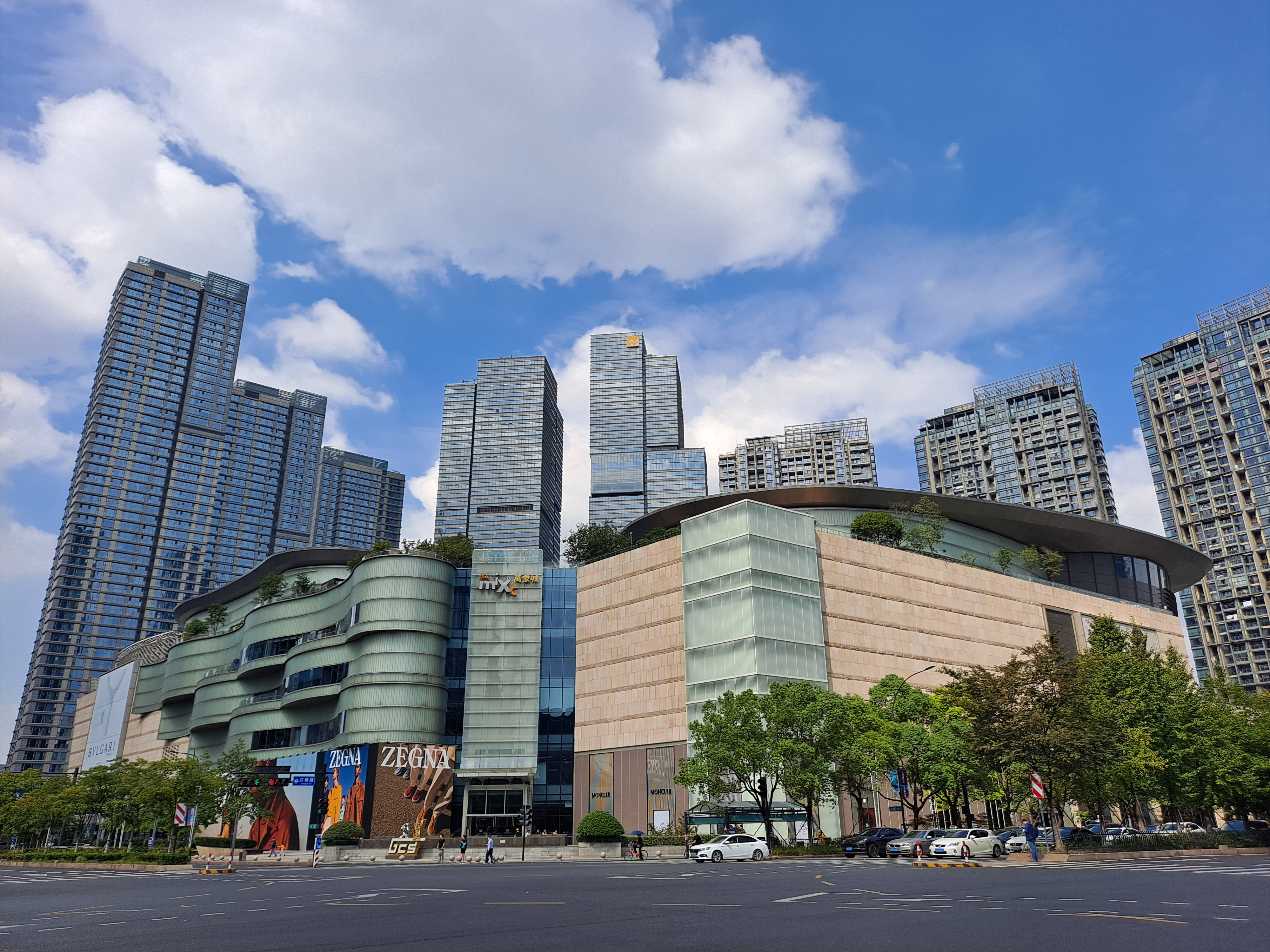
杭州万象城

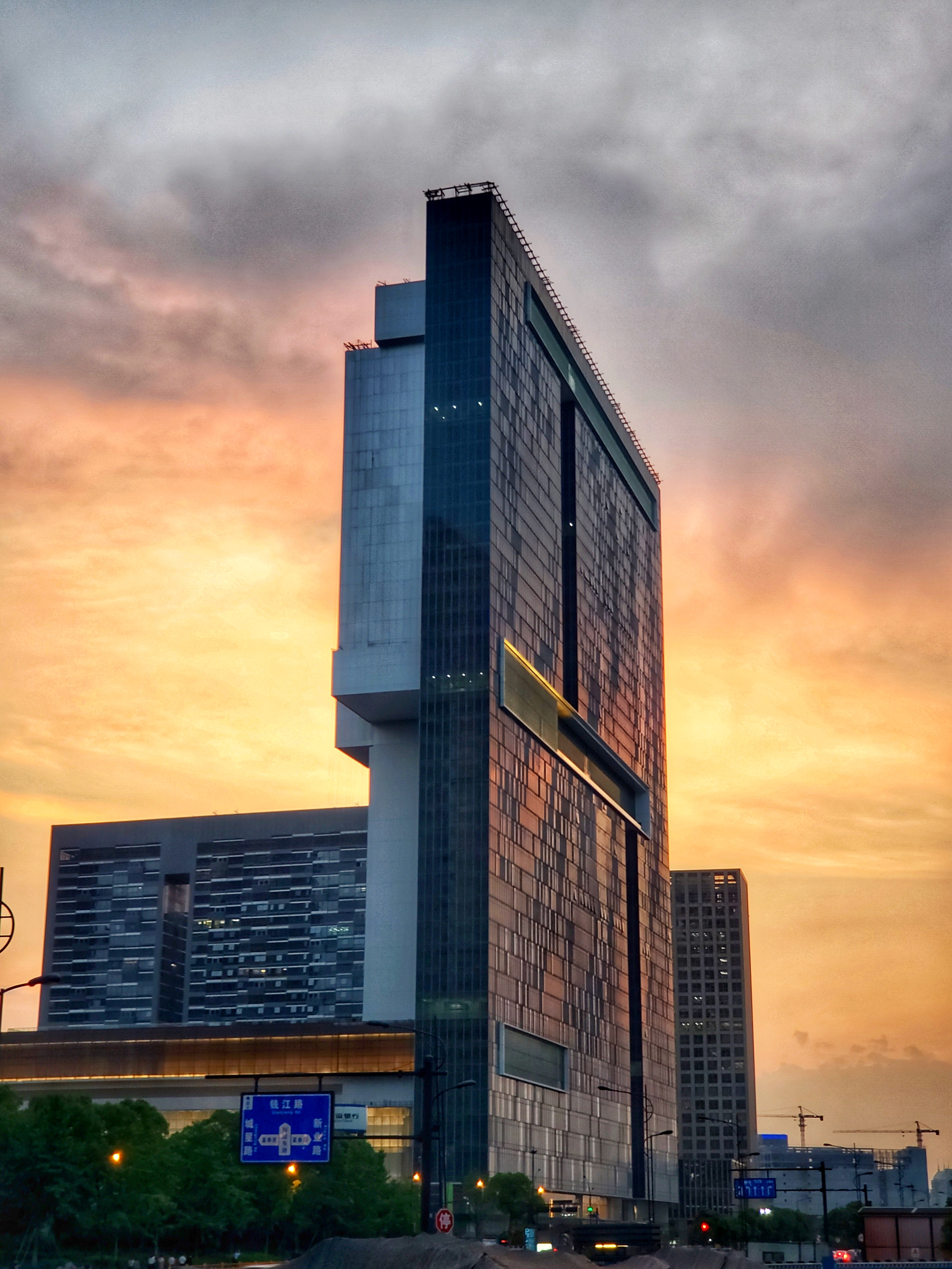
高德置地广场

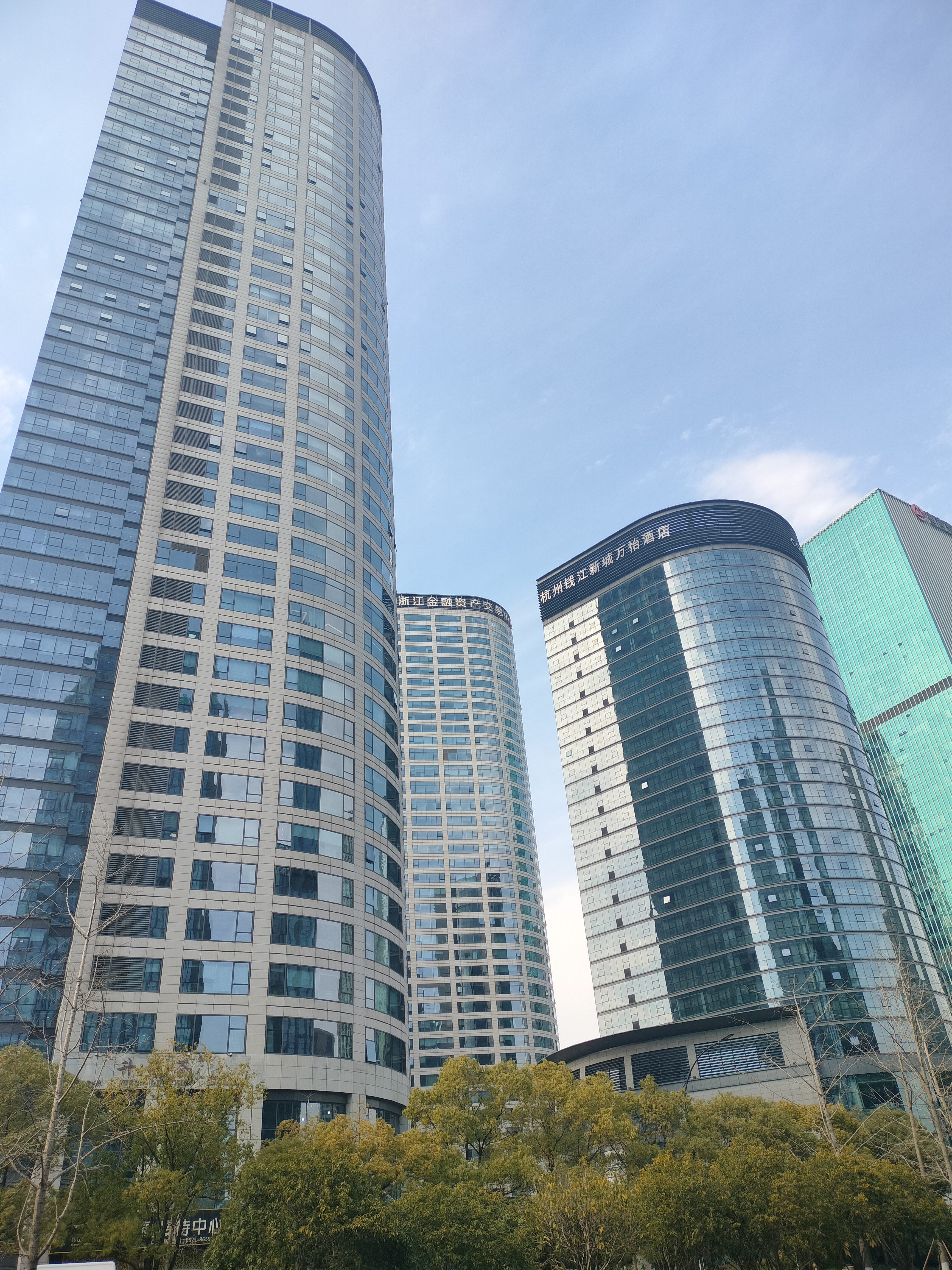
钱江国际时代广场

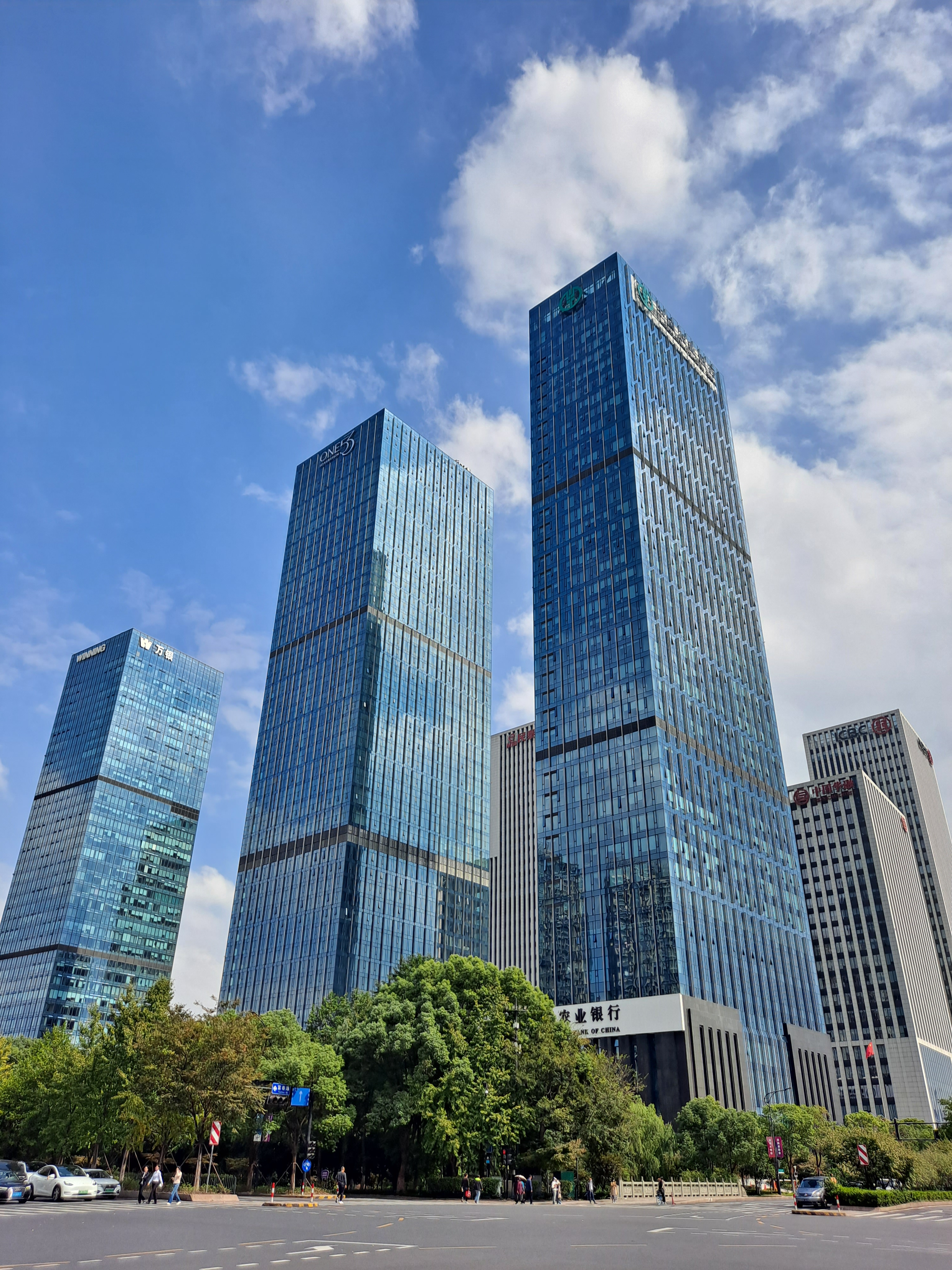
万银国际（左侧1幢）、万银双子中心（右边2幢）

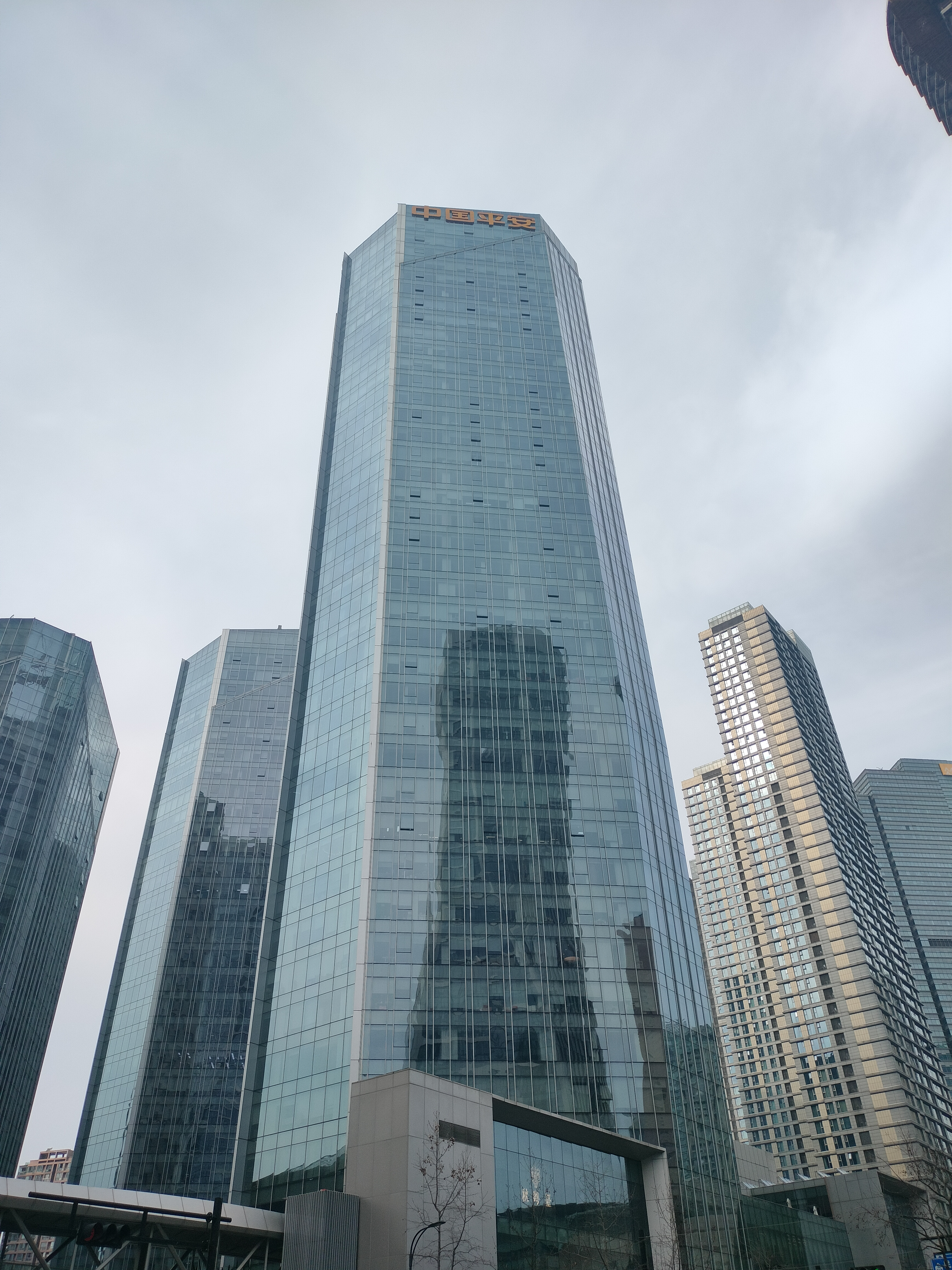
平安金融中心

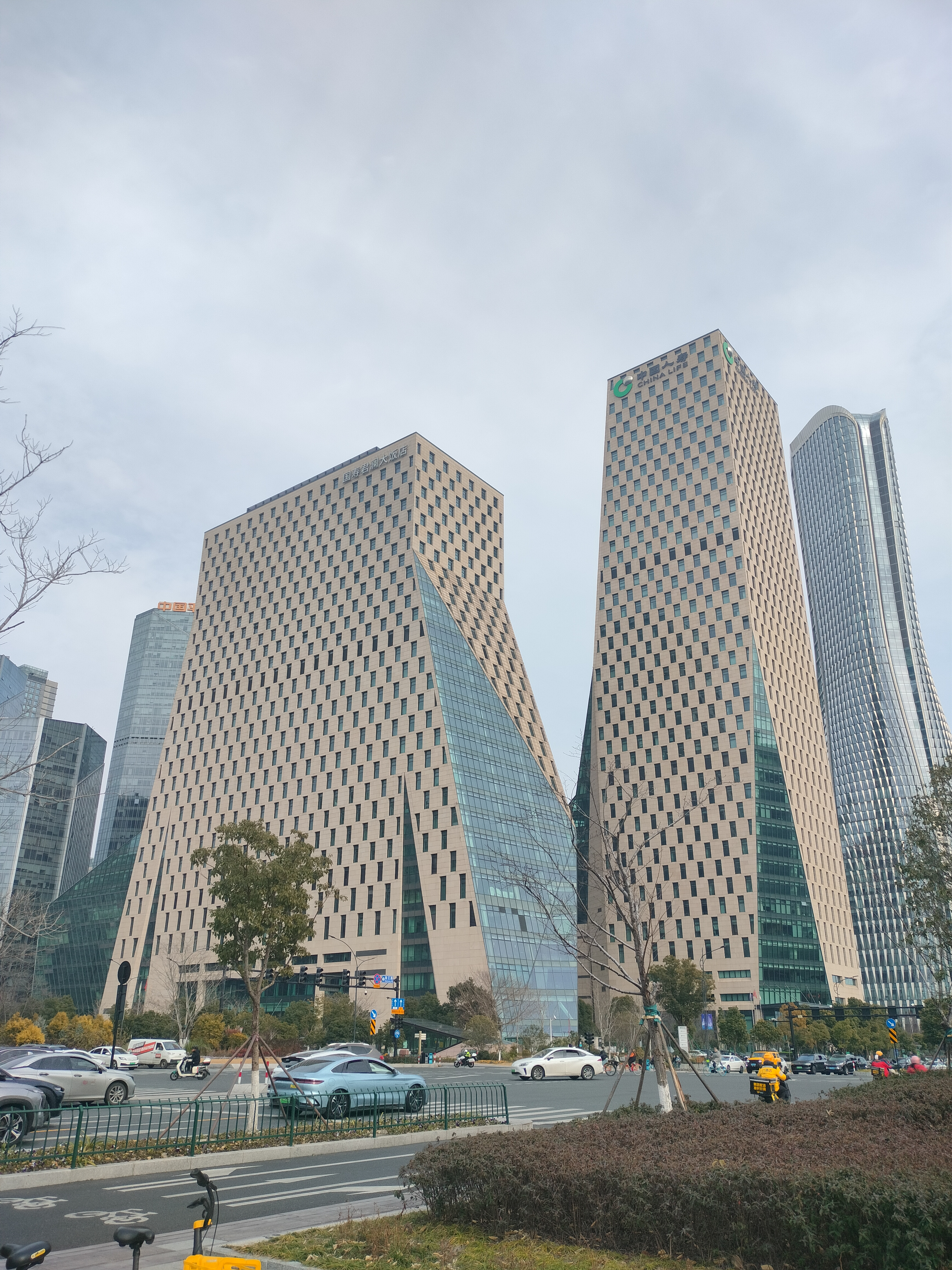
中国人寿大厦

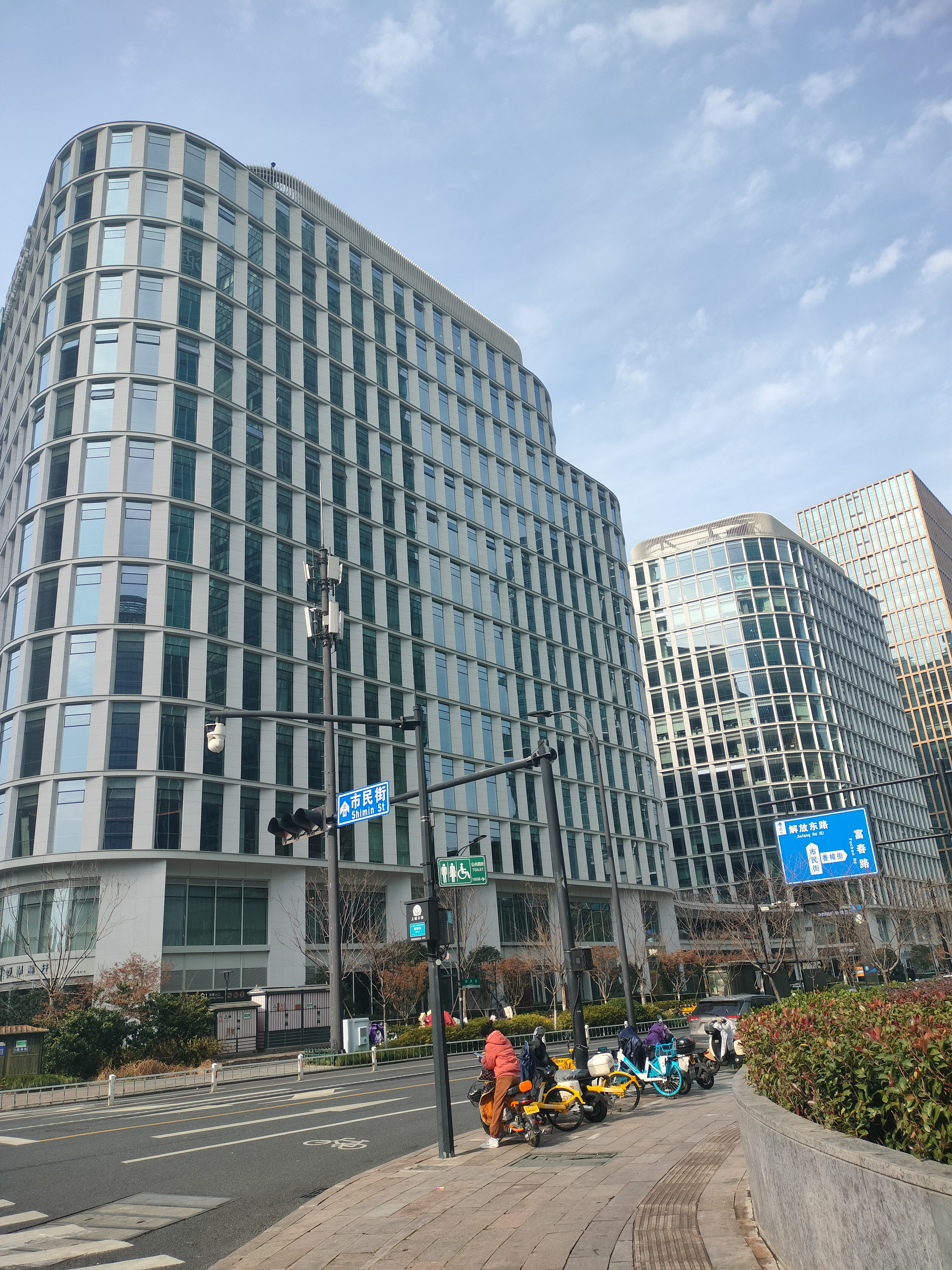
中国太平金融大厦

- 浙江财富金融中心：由东楼（37层，高188米）和西楼（55层，高258米）两幢超高层建筑物组成；总建筑面积约为21万平方米，其中地上建筑面积约为17万平方米，地下建筑面积约为4万平方米，是一座集甲级智能办公和商业于一体的综合大楼，并设有一个大型地下停车库。
- 华润新鸿基万象城：是集零售、餐饮、娱乐、休闲、办公、酒店、居住等诸多功能于一体的综合性商业建筑群。由华润（集团）有限公司与香港新鸿基地产发展有限公司合作开发，总投资逾50亿港币，占地9.95万平方米，总建筑规模80万平方米（含地下部分）。
- 来福士城：由两幢高度达250米的大楼和中央开放式裙楼组成，包括办公楼、商场、星级酒店以及服务公寓等，占地面积40,355平方米。
- 杭州国际金融中心[14]，在建中，位于钱江新城二期的城市综合体，地处京杭运河与钱塘江交汇处三堡船闸的东西两侧，包括办公、商场、住宅、酒店、酒店式公寓、开放式街区等，总建筑面积约130万平米，由新鸿基地产与中国平安联合打造。
- 第二长途电信枢纽大楼
- 华成国际大厦，201.20米
- 高德置地广场A塔，200米
- 迪凯金座，200米
- 万银国际二期双子中心A座，200米
- 万银国际二期双子中心B座，200米
- 中国人寿大厦，1幢190米，2幢170米，3幢129.6米
- 万银国际一期，180米
- 世包国际中心，180米
- 平安金融中心，A楼180米，B楼120米，C楼100米
- 迪凯国际中心，165米
- 钱江国际时代广场2号楼与3号楼，160米
- 尊宝大厦·金尊，160米
- 尊宝大厦·银尊，160米
- 中华航空大厦A座，156米
- 中华航空大厦B座，156米
- 圣奥中央商务大厦，155米
- 宏程国际大厦，154.60米
- UDC时代大厦，138米
- 迪凯银座，130米
- 利有商务大厦
- 杭州太平金融大厦
- 泛海国际中心
- 华峰国际
- 汉嘉国际
- 东方君悦
- 明珠国际商务中心
- 杭州中国移动大厦

#### 金融公司
总行
- 浙商银行总行，位于民心路1号

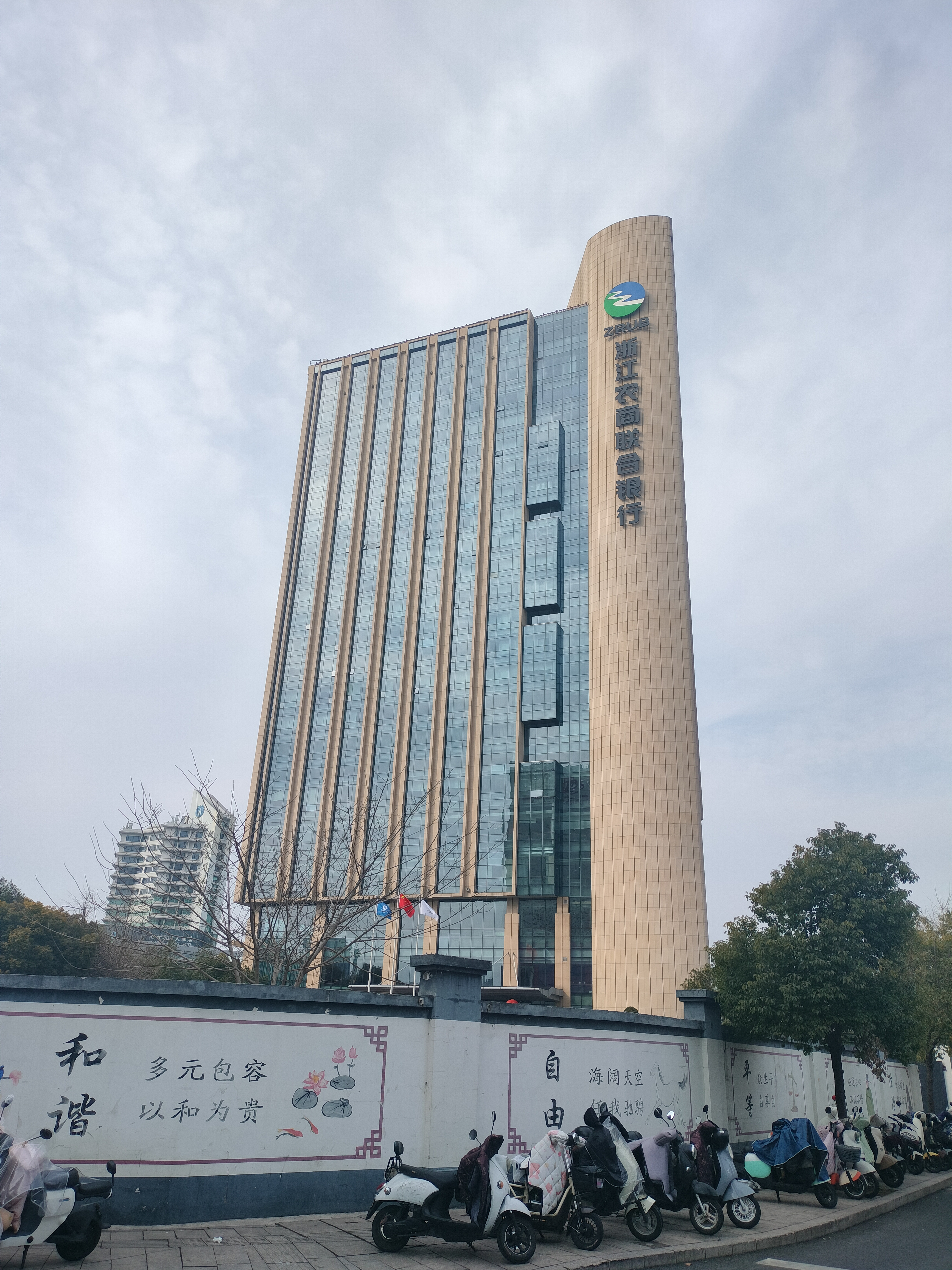
浙江农商联合银行总行大楼

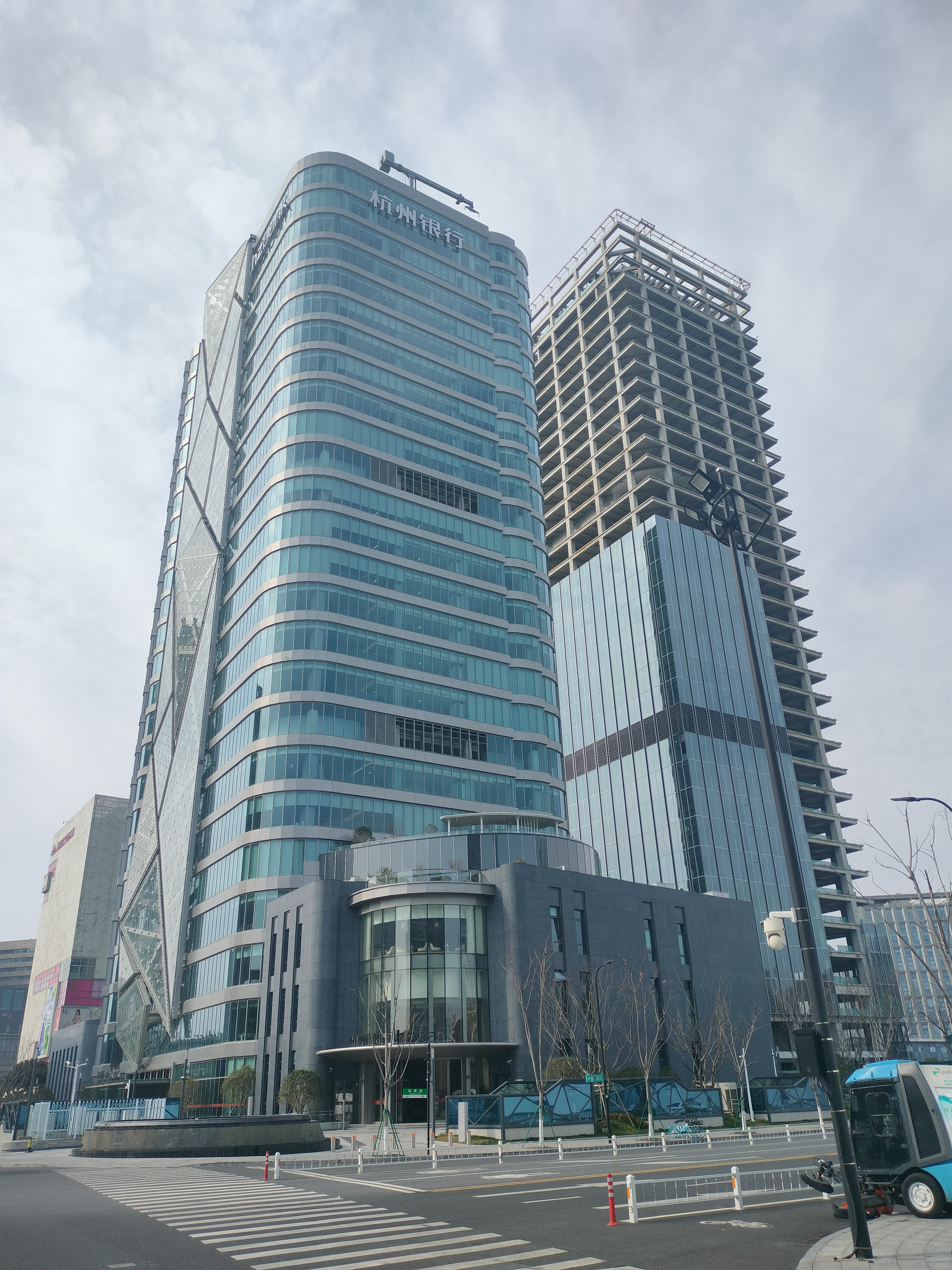
杭州银行总行大楼

- 杭州银行总行，位于解放东路168号杭州银行新综合大楼[15]
- 浙江农商联合银行总行，位于秋涛路660号

浙江省分行

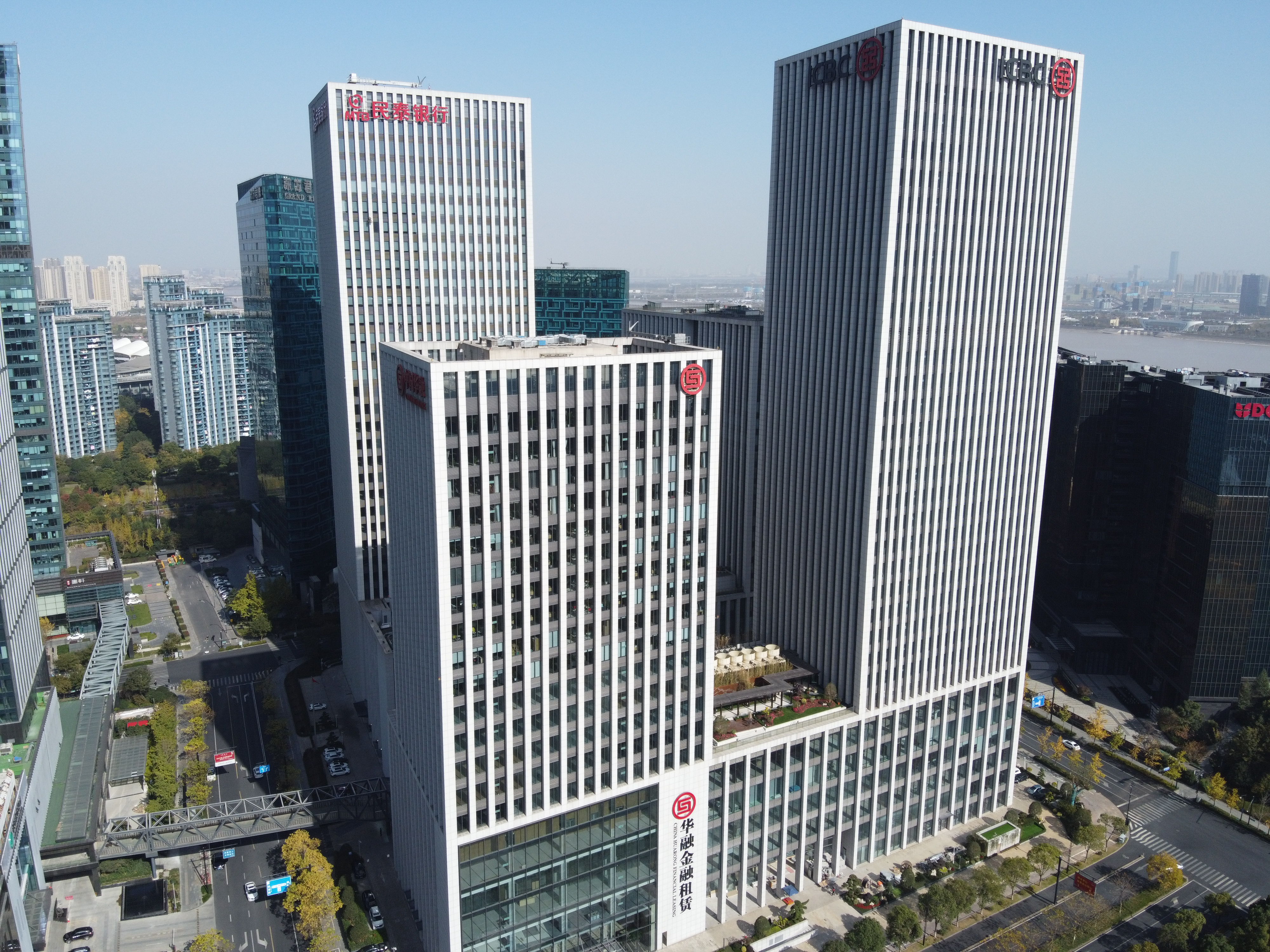
中国工商银行浙江省分行与民泰银行杭州分行

- 中国建设银行浙江省分行，位于浙江财富金融中心东楼
- 中国工商银行浙江省分行，位于剧院路工商银行大楼
- 中国农业银行浙江省分行，位于江锦路100号万银双子中心
- 交通银行浙江省分行，位于剧院路1号
- 中国邮政储蓄银行浙江省分行，位于五星路206号明珠国际商务中心
- 中国平安人寿保险浙江分公司，位于平安金融中心
- 中国人寿浙江分公司，位于中国人寿大厦
- 中国太平养老保险浙江分公司、太平财产保险浙江分公司，位于市民街杭州太平金融大厦
- 泰康人寿浙江分公司，位于明珠国际商务中心

杭州分行
- 招商银行杭州分行，位于富春路300号
- 平安银行杭州分行，位于平安金融中心
- 中信银行杭州分行，位于解放东路9号

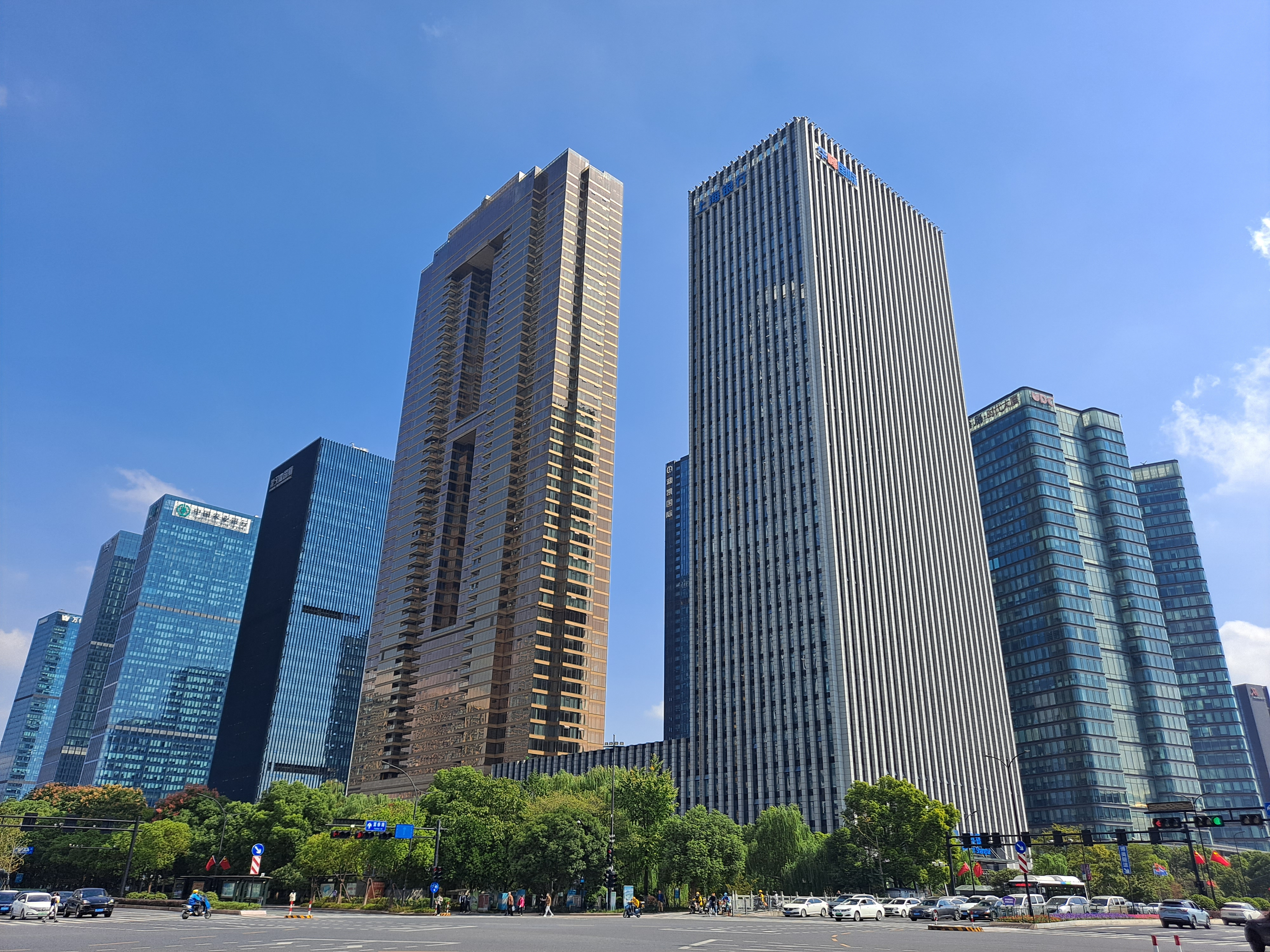
上海银行杭州分行（右）

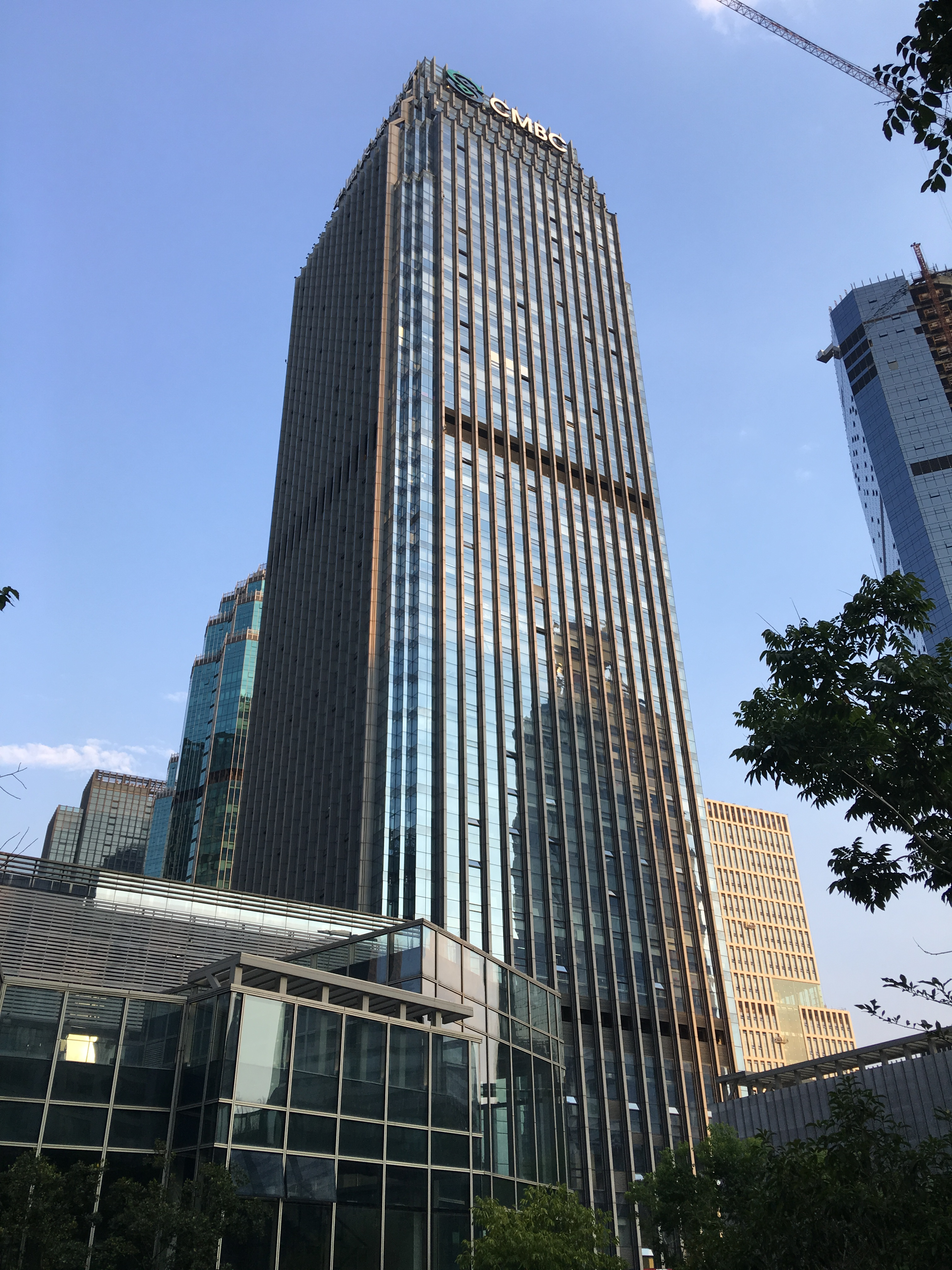
中国民生银行杭州分行

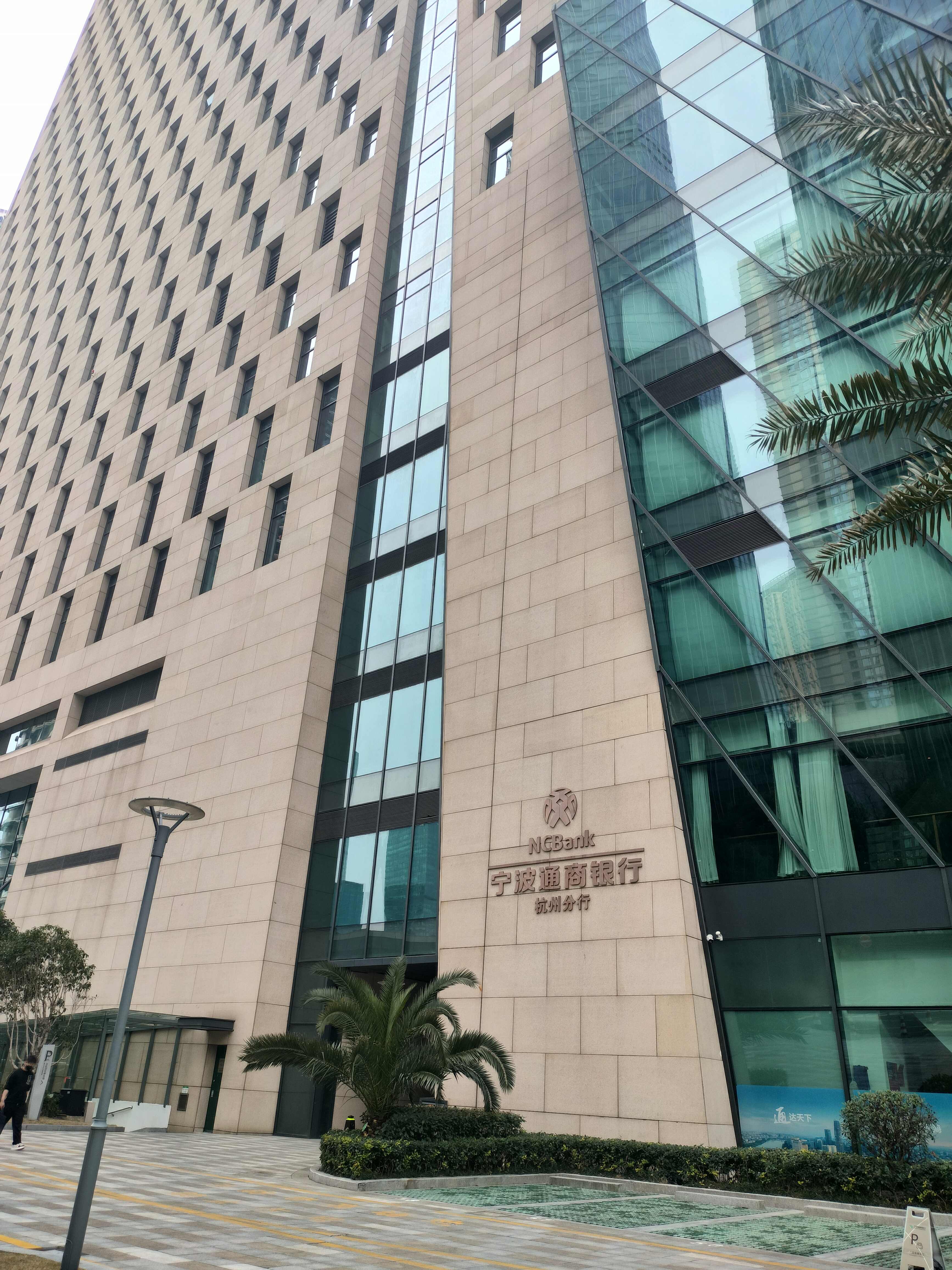
宁波通商银行杭州分行

- 中国民生银行杭州分行，位于市民街98号尊宝大厦金尊
- 北京银行杭州分行，位于五星路66号
- 上海银行杭州分行，位于新业路200号华峰国际
- 华夏银行杭州分行，位于香樟路2号泛海国际中心
- 宁波银行杭州分行，位于市民街69号
- 宁波通商银行杭州分行，位于中国人寿大厦
- 南洋商业银行杭州分行，位于新业路200号华峰国际
- 民泰银行杭州分行，位于丹桂街10号

#### 星级酒店

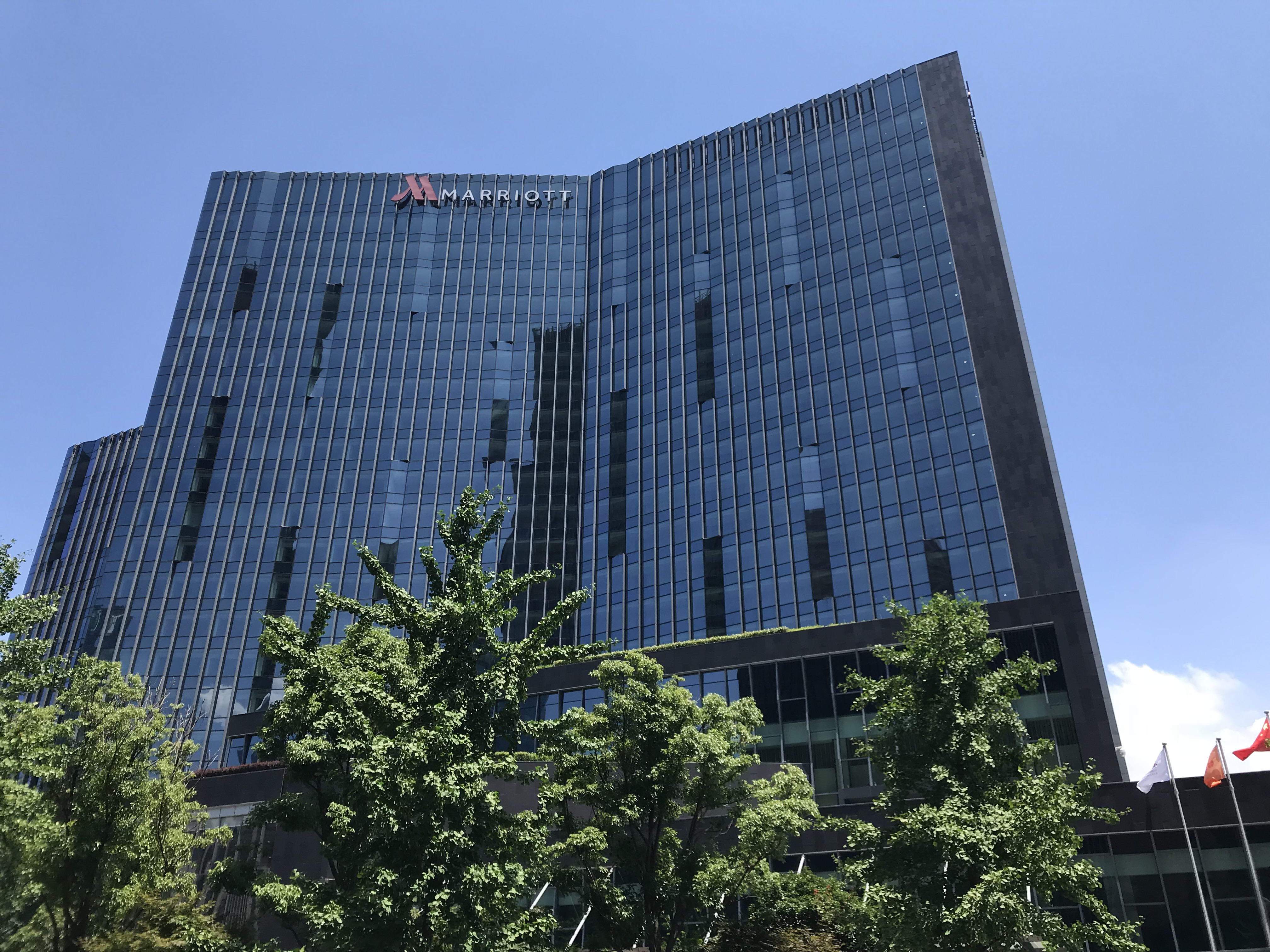
杭州钱江新城万豪酒店

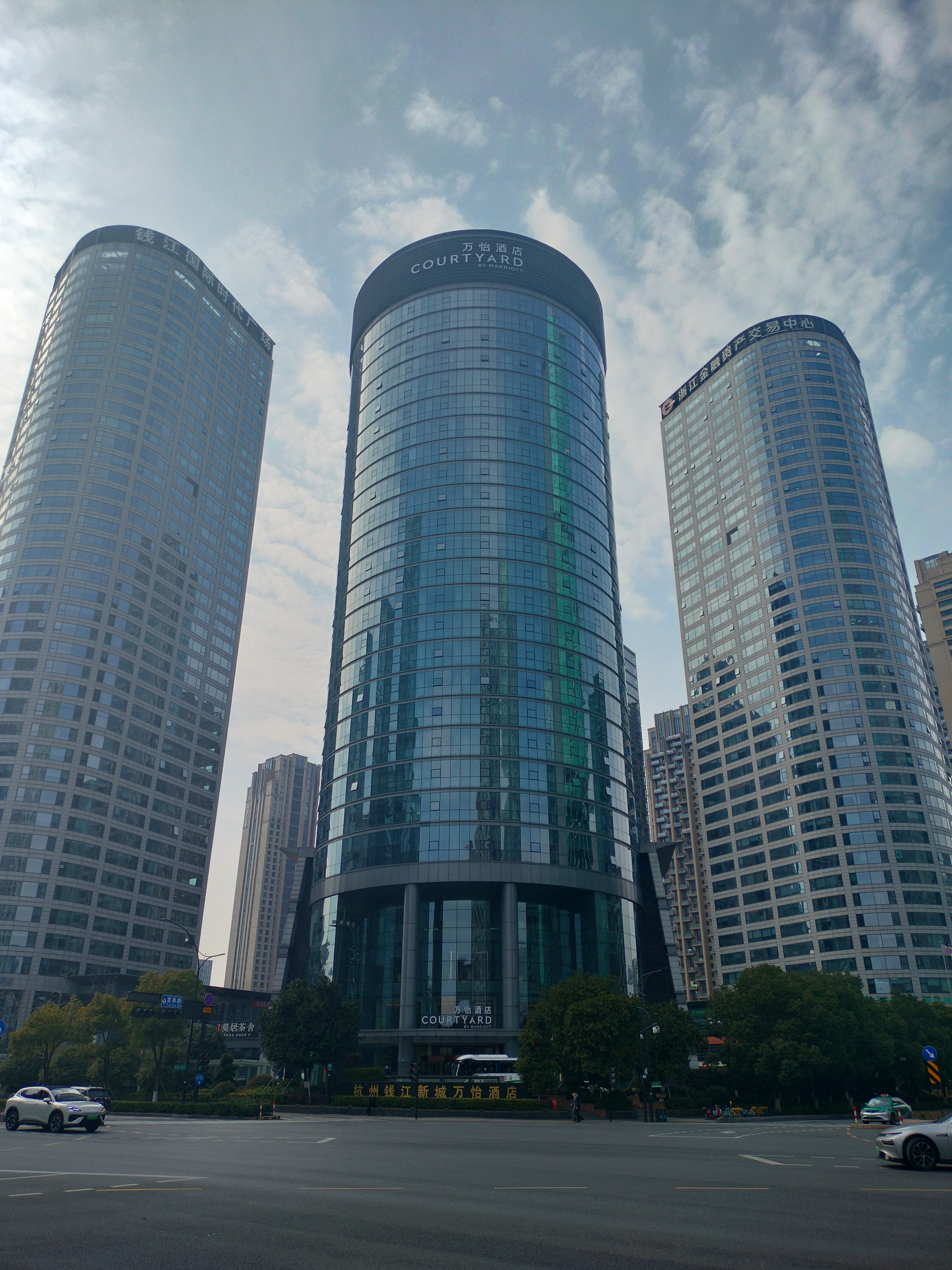
杭州钱江新城万怡酒店

- 杭州洲际酒店，位于杭州国际会议中心的五星级酒店，2010年12月27日开业。
- 杭州钱江新城万怡酒店，位于钱江国际时代广场4号楼，四星级酒店，2014年3月29日开业。
- 杭州钱江新城万豪酒店，位于剧院路399号的五星级酒店，2016年8月13日开业。
- 杭州柏悦酒店，位于杭州万象城二期的一家五星级酒店，2016年9月28日开业。
- 杭州钱江新城美居酒店，位于浙江财富金融中心西楼，四星级，2018年5月开业。
- 杭州康莱德酒店，位于杭州来福士中心T2大楼，五星级，2019年4月开业。
- 杭州国寿君澜大饭店，位于中国人寿大厦3幢，五星级，2023年5月31日开业。
- 杭州卓美亚酒店，位于杭州高德置地广场，2024年开业。

### 住宅
- 东方润园，位于钱潮路9号，2006年建成
- 悦府，属于万象城一期，2008年建成
- 滨江城市之星，位于市民街167号，2012年建成，是核心区内唯一的纯住宅
- 悦玺，属于万象城二期，2015年建成
- 钱塘公馆，位于剧院路99号，2017年建成
- 万科大都会79号，位于钱江新城二期都会巷9号，2018年建成

## 表演

### 音乐喷泉
音乐喷泉位于杭州大剧院正前方，于2015年10月建成并投入使用。整体喷泉造型由五个圆与弧线组成，运用了120套变频喷泉、126套一维数控喷泉、40套太极两仪喷泉、628盏DMX512控制的水下跑灯等技术。
- 表演时间：每周二、五、六晚19:30,20:30（夏季）、每周二、五、六晚18:30,19:30（冬季），每次五首曲目，随机播放。

### “城水光影”灯光秀

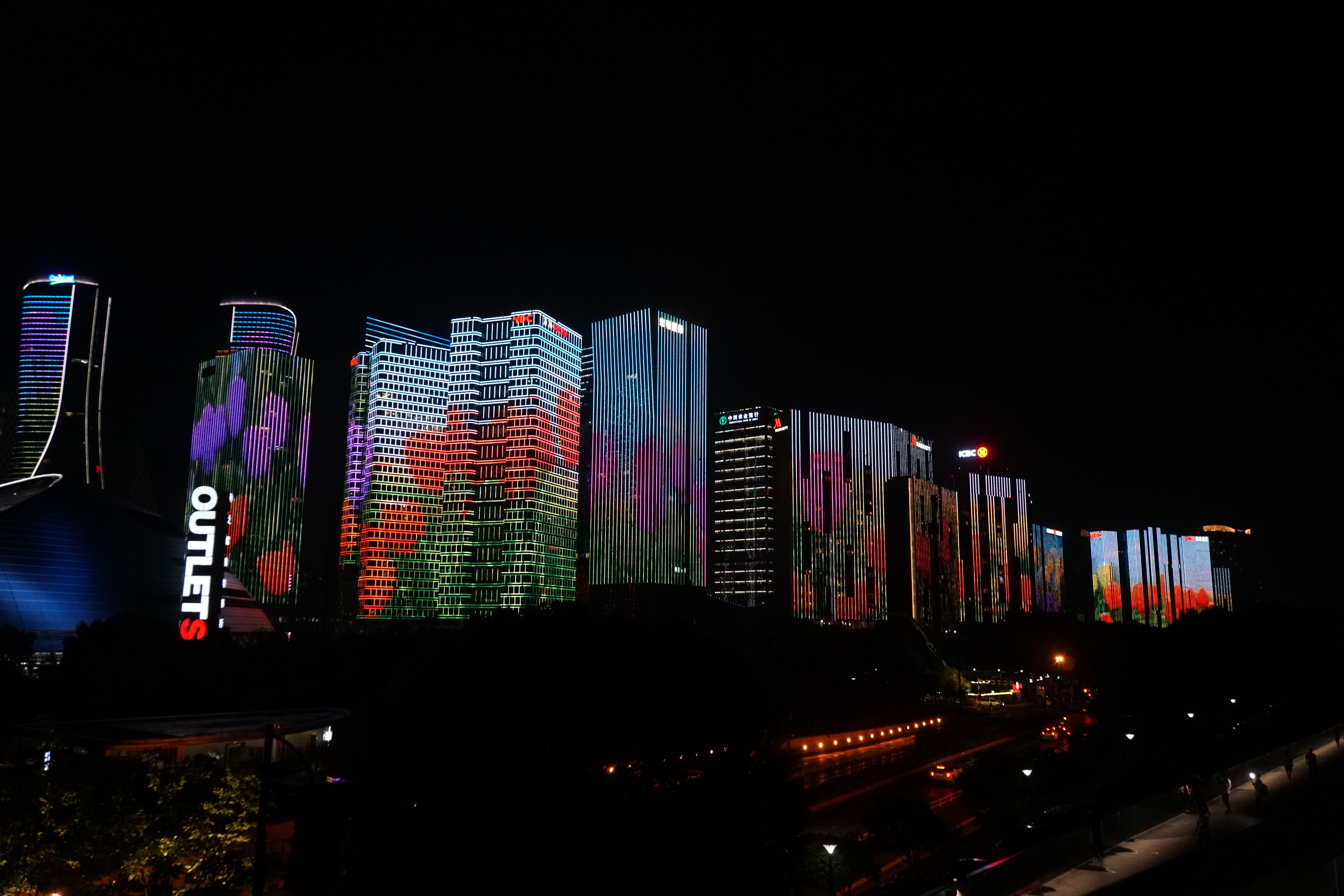
从城市阳台观看钱江新城灯光秀

2016年2月开始表演，最佳观赏地点为城市阳台。主题表演以楼面灯光表演为主要内容，将临江近2公里长共40座建筑外立面串联在一起，用点光源灯具组成媒体立面，作为播放动画的载体。表演每周二、五、六进行两场约30分钟，分为“水之灵”、“城之魂”和“光之影”三个篇章，意在体现杭州“城”、“水”、“光”、“影”的城市特点。
- 表演时间：每周二、五、六晚19:30,20:30（夏季）、每周二、五、六晚18:30,19:30（冬季）

## 交通

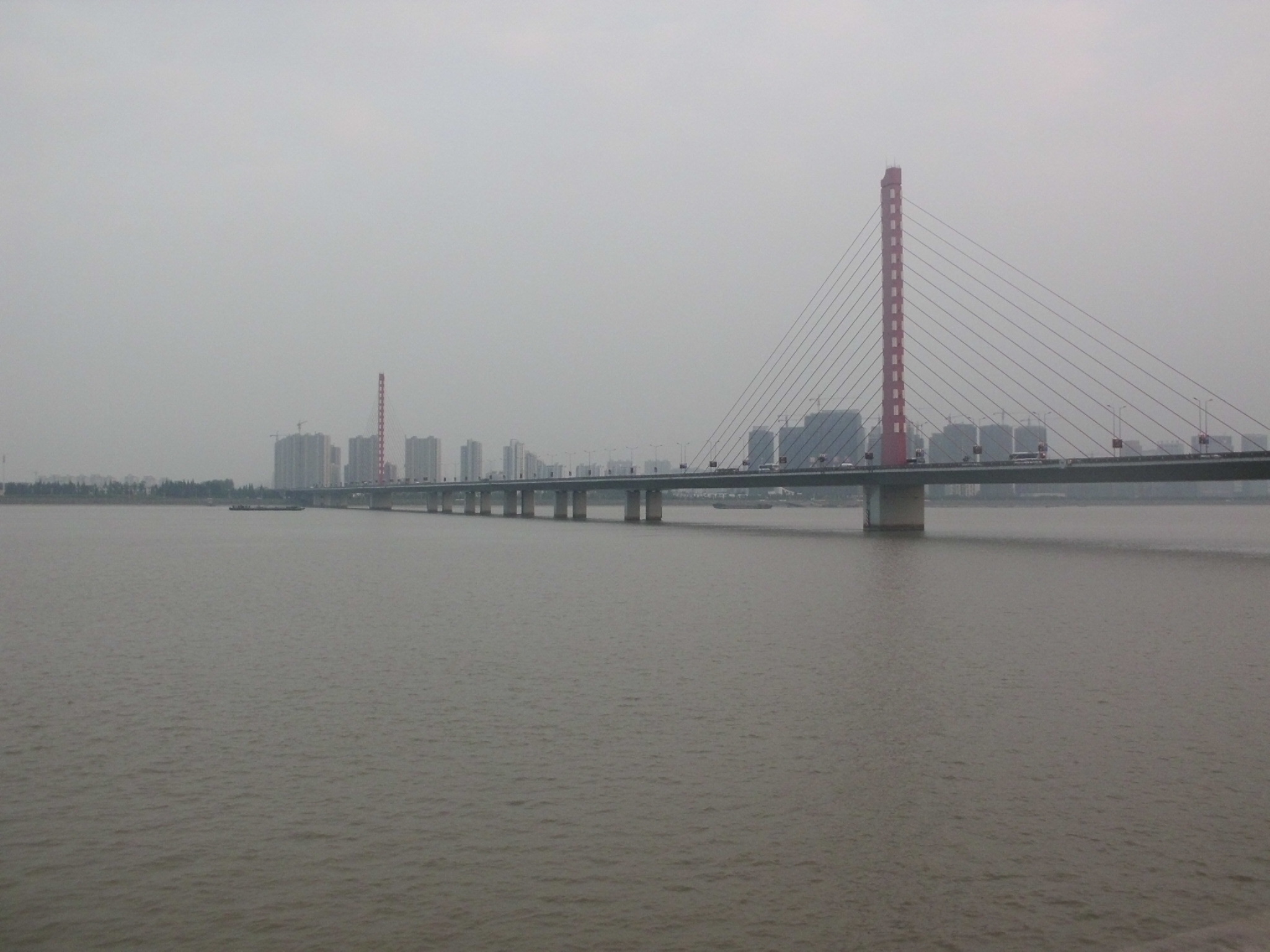
西兴大桥

通过西兴大桥可以到达杭州南部的滨江区与萧山区。
2010年12月28日通车的庆春隧道是杭州市第一条过钱塘江隧道，它连接起了钱江新城和南岸萧山的钱江世纪城这两个新中心。而2019年12月启用的望江隧道连接上城区望江东路和滨江区江晖路，望江东路则距离钱江新城西南端比较近。2021年8月28日开通的博奥隧道位于钱江三桥和庆春隧道之间，是钱江新城连接钱江世纪城最便捷的通道，只需3分钟车程。

### 地铁站

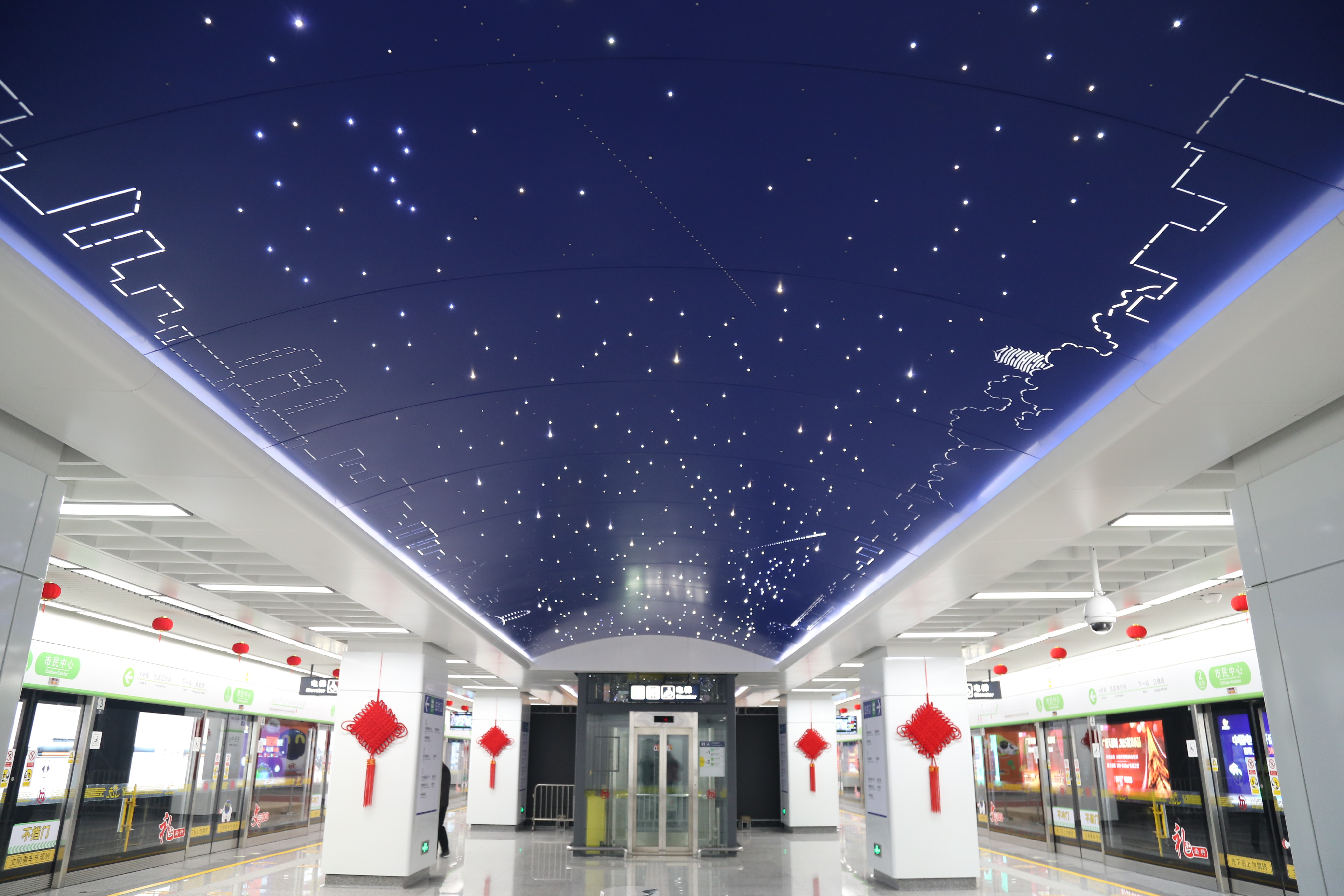
市民中心站穹顶

钱江新城核心区有4条地铁线路穿越，设有7个站点：
- █ 2号线：庆春广场站
- █ 2号线、 █ 4号线、 █ 9号线：钱江路站
- █ 4号线：江锦路站、城星路站
- █ 4号线、 █ 7号线：市民中心站
- █ 7号线、 █ 9号线：观音塘站
- █ 9号线：新业路站

## 未来发展
2018年年初，杭州市钱江新城投资集团有限公司发布了钱江新城二期的规划设计，西起钱江新城江河汇流区域、南临钱塘江、北至艮山东路、东至和睦港–九田路，总面积约5.8平方公里。
除了地面上的建设，钱江新城二期地下将全部打通，形成集地下公共空间、地下基础设施及地下交通于一体的地下综合利用体系。地铁9号线贯穿整个钱江新城二期，在区块内设置了御道站、五堡站、六堡站、红普南路站四个站点，使之成为区域内的公共交通主导轴。同时规划御道站为空铁枢纽，可换乘前往机场、火车站等交通枢纽的19号线。
钱江新城二期将打造国际交流中心和国际社区，引入国际医院和国际学校等配套设施，推动杭州往国际化城市发展。